# 遊☆戯☆王SEVENS
『遊☆戯☆王SEVENS』（ゆうぎおうセブンス）は、ブリッジ制作による日本のテレビアニメ作品。2020年4月4日から2022年3月27日までテレビ東京系列にて放送された。『遊戯王セブンス』『遊戯王SEVENS』と星マークをつけずに表記されることもある。

## 概要
テレビ東京系列で放送される『遊☆戯☆王』シリーズとしては第7作目となり、同シリーズ20周年記念作品である。
主人公はシリーズ初の小学生となっている。
前作『遊☆戯☆王VRAINS』までのシリーズを手掛けたぎゃろっぷに代わり、本作よりブリッジがアニメーション制作を担当。また、製作面においてもNASが関わっておらず、シリーズ初の製作委員会方式が採用されている。
本作では、遊戯王シリーズの基本ルールであるマスターデュエルとは異なり、新たに発表されたシリーズ『遊☆戯☆王ラッシュデュエル』に則ったものをベースに進行する（ライフポイントはアニメシリーズ従来の4000に設定。作中で過去から流通しているカードデザインはラッシュデュエルのデザインを前提とする）。
第28話でテレビ東京系列の『遊☆戯☆王』シリーズ1000回目の放送となった。

### メディア展開
公式サイトでは漫画・佐藤雅史で、ウェブ漫画『マンガであそび方が丸わかり!やろうぜ!ラッシュデュエル!!』が公開されており、2020年4月3日YouTubeの「遊戯王ラッシュデュエルTV」ではその漫画にアニメのBGMなどを付けた動画が公開された。
『最強ジャンプ』2020年9月号にて漫画・佐々木恵で、漫画『遊☆戯☆王SEVENS ボクの発明学園』（ゆうぎおうセブンス ボクのロードがくえん）が連載。内容はカードゲームではなく、ハチャメチャな学園生活物で、モンスターもクラスメイトとして普通に登場している。
『Vジャンプ』2020年11月特大号にてストーリー・彦久保雅博、漫画・杉江翼で、漫画『遊☆戯☆王SEVENS ルーク!爆裂覇道伝!!』（ゆうぎおうセブンス ルーク!ばくれつはどうでん!!）が連載。

### 番組の放送順延など
新型コロナウイルスの影響を受け、アニメーション制作を見合わせたことに伴い、5月9日から6月6日まで第1話から5話までを順に再放送を行った。なお、再放送版では「はじめしゃちょーのモンスター紹介コーナー」が、YouTubeのテレビ東京公式 あにてれちゃんねるやニコニコ動画などが使用している「遊我とルークのモンスター研究所」に差し替えられたバージョンで放送している。さらにアニメーション制作の都合により、7月18日から8月1日まで第7話から第9話までを順に再放送を行った。また、この再放送版でも「はじめしゃちょーのモンスター紹介コーナー」が、「遊我とルークのモンスター研究所」の方で放送された。第9話は初回版は次回が総集編ということもあって「遊我とルークのモンスター研究所」の方だったが、再放送版では次回が第10話ということもあって「はじめしゃちょーのモンスター紹介コーナー」の方を使用している。
2021年2月20日、第37話の放送後、公式Twitterより放送時間帯が同年4月より土曜朝7時30分から、日曜朝7時30分に移動することが発表された。なお、枠移動前である2021年3月27日は「お引越し直前！アフレコ突撃SP」と題した、東京ホテイソンがアフレコ現場を取材する特別編が放送された。
2021年6月20日(第53話)より新キャラクター「グルグル」、新たな敵勢力「ゴーハ6兄弟」を加えた第2期として放送開始。

## あらすじ
ゴーハ第7小学校に通う王道遊我は、自分の発明を「ロード」と呼び、日々いろんなロードを開発する小学五年生。大人たちが管理するデュエルをキュークツだと感じていた遊我は、誰もが楽しめる新しいルール「ラッシュデュエル」を独自に完成させていた。
そんなある日、隣のクラスの上城龍久（通称：ルーク）が「デュエルの王」がこの近くに居るという噂を伝える。興味津々の遊我とルークが噂の導く先に待っていたのは、地下深くに存在する遺跡のような広間と、巨大な石碑であった。遊我はそこに現れた謎の人物、オーティスに闘いを挑まれる。
オーティス曰く「デュエルの王として認められるためには、限られた時間内にデュエルで勝利しなくてはならない」という条件を突きつけられ、遊我は自分が考案した「ラッシュデュエル」なら、それができると確信する。
かくして遊我は自身が考案したラッシュデュエルを広めるため、ルークは「デュエルの王」になるためと、其々の目的を掲げながら様々なデュエリストとの闘いに身を投じていくこととなる。

## 登場人物

### 主要人物
王道 遊我（おうどう ゆうが）
声 - 石橋陽彩
ゴーハ第7小学校に通う小学五年生の少年。テレビシリーズ初の小学生主人公でもある。
墓地のモンスターの属性の種類数によって自己強化されるエースモンスター「セブンスロード・マジシャン」と、そのモンスター効果を発揮するための6つの属性（地・水・炎・風・光・闇）の魔法使い族モンスターを組み込んだデッキを使用。ただし、戦士族の「暁の勇者ライダクロス」、悪魔族の「クリボット」、岩石族の「フルメテオ・インパクト」、鳥獣族の「ライトニング・ボルコンドル」などの別種族モンスターたちも使用している。
「ロード研究所」を構え、様々な機械を発明し作製していくほどの器用さと行動力を持つ。ゴーハデュエルの楽しさからデュエルを幾度も挑んできたが、常にゴーハ他大人に見張られ管理され切ったデュエルの世界に息苦しさを感じ、新たなデュエルルールを「ロード」として発明。その新しいデュエルのインストールのために自身のデュエルディスクを分解したことで5回ペナルティを課されていた。他、ドローンを勝手に改造するなど色々とまずい行為にも手を染めている。
ピーマン、コーヒー、テントウ虫が苦手。特にテントウ虫は幼少の頃に昆虫デュエルクラブの七星ナナホから植えつけられたトラウマから大の苦手であり、駆除するためなら建物ごと爆破して焼殺しようとするほど手段を厭わなくなり、口調も荒々しくなる。
ルークから新しいデュエルのきっかけとなるビルの地下に誘われ、「青眼の白龍」を操るホログラムの男とラッシュデュエルで戦い、勝利するのと同時にラッシュデュエルのインストールを認められ、これによりゴーハ市中のデュエルディスクがラッシュデュエル仕様の「7」の形に変形した。
ラッシュデュエルを広めたい気持ちが強く、勝敗に執着せず勝負を楽しむタイプである。
また、ラッシュデュエルの創始者であることにも特に関心がなく、ラッシュデュエルを広めてくれるなら所有権などは手放しても構わないなどとあっさり発言していたが、「セブンスロード・マジシャン」を託されたオーティスとの再会により「デュエルの王」を目指す気持ちを芽生えさせている。
小学生相応のラッシュデュエルをインストールしてしまった件からゴーハの監視対象となり、ナンバーシックスが監視任務に就いている。
また、オーティスを調査する中でネイルに目を付けられ、カイゾーのデータとアカウント停止を賭けた勝負を挑まれることになる。一回目の彼とのデュエルではネイルがラッシュデュエルのプログラムに遊我がワザと遺した隙間から生み出した新たな召喚法、「マキシマム召喚」の力の前に初の敗北を喫する。その後は自信を失いルークたちの前から姿を眩ますも、ロアからの鼓舞とルーク、ロミン、ガクトから「アカウント上書き機能を利用して自分たちのIDカードを、プログラミングでマキシマムモンスターとして書き換える」という提案から自らのアカウントIDカードを手渡されたことで再びネイルと戦うことを決意し、二回目となるデュエルではマキシマム召喚で得た新たな切り札「超魔機神マグナム・オーバーロード」でネイルに勝利し、カイゾーのデータを取り戻した。
ルークがエントリーしたラッシュデュエル（ラッパデュエット）大会参加のために合宿場に訪れてから別行動で第6小のアサナと出会いパワーショベルのR6の調子が悪くなったのを修復しお礼としてR6を乗せてもらい、第6小学校でアサナと再会しラッシュデュエルを挑む。しかし、アサナが使うマキシマムカードでラッシュデュエルに敗北してしまい、自身を含むルーク・ガクト・ロミンを連帯責任として第6小学校に転校させられてしまった。その後はアサナが持つマキシマムカードの秘密を探るべく、第6小学校の歴史について図書館で調べるようになり、同じマキシマムカードを持つネイルのもとにカイゾーとセバスチャンを向かわせた。その後、ビデオレター越しにネイルからハントを派遣され、彼と共に採掘場の洞窟の奥まで進み、発見した旧型デュエルディスクの中から三枚のIDカードを「超魔機神マグナム・オーバーロード」に変換し、それを手にアサナと再びラッシュデュエルを挑む。しかしIDカードが老朽化していたため、デュエルの最中にアサナと共にマキシマムカードがエネルギーの負荷で消滅。その後、新たなエースモンスター「鋼機神ミラーイノベーター」を召喚するも、アサナが使用した罠カード「幻刃封鎖」で特定の種族での攻撃を封じられてしまい追い込まれるが、自身のモンスターの種族を変更する魔法カード「TCB（タイプチェンジビーム）」を使用し、ミラーイノベーターを魔法使い族に変更。墓地に存在する魔法使い族の数だけミラーイノベーターの攻撃力を底上げし、アサナに勝利。遊我一同たちは六葉重機および第6小学校の件を終えて第7小学校に戻った。
ゴーハ社主催のラッシュデュエルトーナメントでチーム3人しか入れないため、ルークがチーム率いる「ルークキング・ルークキングス」に入らず応援に専念するはずが、オーティスと再会しラッシュデュエルを挑まれる。オーティスから「歩むのをやめた」「ラッシュデュエルを生み出した責任」などと指摘されてしまうも、圧倒的不利な状況から逆転勝利する。その後、アサナの事情で「ラッシュデュエルトーナメント」の不参加になった穴埋めとして第6小重騎デュエルクラブのチームに入るが、相次いでギャリアンとシュベールまで大会を欠場してしまい、新たにロア・ネイルとチームを組んで「遊我ネイル with R」の名前で結成する。
第45話ではロア、ネイルからそれぞれ譲り受け、さらにアサナから託されたIDカードを書き換えて生成した新たなマキシマムモンスター「灰覇炎神ヴァスト・ヴァルカン」を手に入れた。
第51話と第52話の「ラッシュデュエルトーナメント」決勝戦でルークと誓いを果たすことでラッシュデュエルの攻防による激闘となり、ルークが最後に発動した罠カードと連撃竜ドラギアスの攻撃により敗北するが、後一歩のところで悔しがる仕草をとった。決勝戦の最中に相次ぐ停電とオーティスのラッシュデュエルのアンインストールを目論んでいたのを読んでいて、アンインストールの完了と同時に再び自身の手によりラッシュデュエルをインストールし直した。
第69話からはユウオウ以外のゴーハ兄弟を社長に復帰させるのを条件に、小学生待遇で「超エリート部署 デュエル事業部課長」としてゴーハ社に入社した。ミミ曰く、遊我がユウオウとユウガ以外のゴーハ社長兄弟とは仲良く会話していることや、自身の名前とユウガが同じということから、ゴーハ社長兄弟の最後の1人なのではないかと推測されだが、当本人は否定している。
第75話からグルグルを元の姿に戻すためにルークと共に禁断のカードを探し出すが、第77話ではそれがグルグルの正体であるゴーハ・ユウガの封印を解くキッカケだったことをゴーハ社長兄弟たちから聞かされ、さらにその影響でルークとロアを除く仲間たちが「死者蘇生」のカードの影響で記憶を封印されてしまったことから後悔の念に襲われるも、「死者蘇生」のカードを使わなくともラッシュデュエルを通して仲間たちの記憶を取り戻せたことから立ち直り、仲間たちと共に月へ向かった後、諸悪の根源であり、全てのデュエルを消去せんとするオーティスに仲間たちと共に乗ったラッシュデュエルロボで最後の戦いを挑む。デュエルは一時中断したものの、ダメージを受けたラッシュデュエルロボが半壊。仲間たちを月面に残し、遊我一人でオーティスのもとに向かおうとしたが、それを止めにきたルークと最後のラッシュデュエルを開始する。ラッシュデュエルロボ内部にセットしたデッキと異なる予備のデッキで挑み、自身の勝利に使用したセブンスロード・マジシャン（自身のIDカードの変換）をルークに渡してラッシュデュエルを終了する。たった一人でオーティスと一時中断したラッシュデュエルを挑み勝利し、2年の年月を経て地球に帰還した。地球に帰還する間の詳細は次回作ゴーラッシュの「王道遊我」を参照。
魔神ユーガ
声 - 石橋陽彩
第66話にて登場した、「ザ☆ルークメン」への対抗手段として遊我が変装した姿であり、設定上は「宇宙を滅ぼす魔人帝国の大幹部」。口調も悪役を模したものとなっている。エースモンスターは「セブンスロード・魔神（マジン）シャン」。また役に合わせてか「セブンスロード・ウィッチ」も悪役のような表情を浮かべていた。
ザ☆ユーガメン
声 - 石橋陽彩
第66話にて登場した、「魔神ユーガ」の本当の姿である正義のヒーロー。続く第67話ではザ☆ルークメンと対決。互いに接戦を繰り広げ、追い詰められた刹那、ゴーハ流星群と共に落ちてきた隕石を腕で受け止め、隕石をフュージョンのカードに変換し、「セブンスロード・マジシャン」を素材にフュージョン召喚した新たなエース「魔導騎士 セブンス・パラディン」を召喚し、逆転勝利する。
上城 龍久（かみじょう たつひさ） / ルーク
声 - 八代拓
遊我の隣のクラスの同級生で、周囲からも「ルーク」と呼ばれる。自称「ゴーハ7小ナンバーワンデュエリスト」だが実力の程は確かである。一人称は「俺」だが、ルーク社長になった時は「我」と言っている。第41話で蘭世の生徒会脱退により自身が勝手に生徒会の副会長に就任する。
天然で何でも信じやすい性格だが、自身が最強であることをモットーとし、それらを抑えつけようとすることを自身の力ではねのける意思の強さを持つ。二股眉毛が特徴。デュエルの「王」というワードに非常に敏感。姉の大華にはいつも怯えている。また父親は千年以上の歴史を持つ世界的な歯車の企業「KGC（カミジョウ・ギヤ・カンパニー）」の現総帥であることから、長兄として歯車職人への道を押し付けられており、本人はそれに反発している。
パワーに優れるドラゴン族を中心としたデッキで、エースモンスターは2500の攻撃力と連続攻撃能力を持つ「連撃竜ドラギアス」。そこに他の最上級ドラゴン族を並べ敵陣を突破する。
遊我と同様新たなデュエルのルールをインストールするためにホログラムの男とデュエルを行うもペナルティを6回課せられ、アカウントが停止状態になってしまっていた（これはラッシュデュエルのインストール後解除された）。左手の手首に漏電状態の腕時計を付けており1日2回まで電撃を放ち、左手に機械を触れるだけで壊していた。ルークはそれを悪魔を宿していると自称するが、遊我はパウリエフェクトに拠るものと推測した。デュエルディスクを装着する際は左手首の腕時計を外している。
自分たちを騙していたロミンのことは七冥館での一件の後も「元スパイ」として疎んじていたが、ドラギアスカレーやロミンvs洗井のデュエルを通じ、（発言は相変わらずなものの）和解を果たした。
第27話では自身を部長に据えたクラブ「ルーク部」を設立するも認められず、部員も集まらずにいたが、後述の幻影のデュエルの後にガクトが自身と遊我、ルーク、ロミンを加えた4人で「ラッシュデュエルクラブ」としての部の発足を学校側に認めてもらい、そこで改めて部長の座に就くことになった。ラッシュデュエルの大会参加に向けて練習していたはずが「ラッパデュエット大会」と間違えてエントリーしてしまい、姉の大華がいる吹奏楽部に渋々と練習を励むようになる。実はジャンゴによる6小を欺くためのフェイクで、実際は「闇のラッシュデュエル大会」で、会場に着いて真相を知りラッパの特訓を無駄にされた恨みから彼とデュエルした。
ラッシュデュエルトーナメントでは、自身がリーダーを務めるチーム「ルークキング・ルークキングス」をガクトとロミンとで結成。第6小重騎デュエルクラブのチームに入った（後の遊我ネイル with R）遊我と決勝で戦うことに誓いを立てた。第51話と第52話の「ラッシュデュエルトーナメント」決勝戦で遊我とのラッシュデュエルの攻防による激闘の中で遊我のマキシマムモンスター「灰覇炎神ヴァスト・ヴァルカン」の破壊に成功する。さらに自身が最後に発動した罠カード「ドラゴン・エンカウント」で「連撃竜ドラギアス」を特殊召喚し、特殊召喚したターンにもう一度攻撃できる盲点を突いて、そのモンスターの攻撃により勝利し、「ラッシュデュエルトーナメント」の優勝を果たした。
第53話ではラッシュデュエルクラブの部員を増やそうと、学内で生徒たちに強引な勧誘を繰り返していたが、大華と新聞部を通じて自身が幼少の頃に描いた黒歴史漫画「ザ☆ルークメン」を学校中に流布されたことで、大人しくなった。
第63話ではザ☆ルークメン（後述）のラッシュデュエルを通して確信を得たユウオウから、6人目の社長としてスカウトされ、彼と共に行動していた所でザ☆ルークメンの正体を探るためにゴーハ社に潜入していたロアと遭遇し、ラッシュデュエルを行う。序盤はザ☆ルークメンとフュージョン召喚の力から驕りを見せていたため、ロアに追い詰められ精神が折れかけるも、罠カード「7チャンス」の効果で「ドラギアス」や「ミラギアス」などルーク本来の切り札たちを引き当てたことから自信を取り戻し、逆転勝利する。
その後はザ☆ルークメンに身体を乗っ取られた状態であったが、第67話で解放された。
第69話からは遊我の力になるようにというネイルの言伝から、「ルーク事業本部 ルーク部 ルーク課 本部長&部長&課長」としてゴーハ社に入社した。
最終話ではガクトやロミンたちと共にゴーハ第8中学校に進学。遊我が自身に勝ったまま二年間行方を晦ましたことから無気力状態となっていたが、ロミンたちから遊我が宇宙から帰還したことを知らされたことで元の調子を取り戻した。
ルーク（幻影）
声 - 八代拓
第27話で「ルーク部」を設立するも部員が集まらず、プレイマットで一人でデュエルし自然と涙しているルークの前にカードの閃光の後風景が変わると共に突如現れ彼と「俺とお前、このデュエルに負けたほうが世界から消える」というデュエルをした。敗北後消え去る前に「真の王となれ、ルーク」と言い残し消えて行った。彼自身および彼の使用するモンスターは黒みを帯びている。その存在は完全に消えた訳ではないようで最終話でルークがドラギアスの入っていないデッキでドラギアスを出し「このドラギアスは、俺の中の叫ぶ全俺の気持ち」と言ってルーク（幻影）の黒みを帯びたドラギアスを使用しており、まだ彼の中に内在していたようである。
ザ☆ルークメン
声 - 八代拓
第62話に登場した、ルークが竜のマスクを被った姿。元々は第53話で姉の大華（タイガー）が調子に乗ったルークを大人しくさせるために用いた、ルーク自身が描いた黒歴史漫画のキャラクターの名前。ルークと同様、同じ言葉を2回言う。第61話にてルークが自宅に帰った際、自身のベッドの下に隠していたはずの漫画が無くなっていたことから夜中に家を飛び出し、そのまま行方不明となってしまう。その翌日、山中に捜索に向かったタイガーと遊我たち、その前に現れたユウオウの前に姿を現し、ユウオウとラッシュデュエルを繰り広げる。敗北を喫した遊我同様、ユウオウの新たなフュージョン・モンスター「メタリオン・ヴリトラスター」に苦戦を強いられるも、経緯は不明だがルークメン自身も手にしていた魔法カード「フュージョン」により、新たな切り札「超撃龍・ドラギアスターF」でユウオウに逆転勝利する。ラッシュデュエル終了後、マスクが消えてルークの姿に戻るが、夜中に起きた出来事から、今日までのユウオウとのラッシュデュエルをした記憶を覚えておらず、「フュージョン」も何処かへと消えてしまっていた。また、同じくマスクを付けられて自らの意思を亡くした経験があるミミは彼の姿を見て「どこかで見たことがある」と述懐している。第63話のミミの調査により被っていたマスクがゴーハ製のマスクであることが示唆され、ロアは「ルークが「フュージョン」を使えるのは、ザ・ルークメンになってるときだけ」と推測している。
第64話ではマスク自体が独自で上城家に潜入しており、ルークVSタイガーのデュエル中、ルークが追い詰められた際に再び登場。残りライフポイント100の状態からタイガーに逆転勝利する。
第66話では出生の経緯がユウランによって語られた。彼によると、元々ルークが漫画を描いていたノートがベッドの下に隠されたまま、長い時を経てエネルギーを貯めこみ、やがてそれがタイガーによって発見され、彼女がその漫画を出版社の漫画賞に投稿しようと思い、無理やりファックスに捻じ込もうとしたあげくに空手チョップをした所、ファックスを通してインターネット回線内で電子生命体として「ザ☆ルークメン」が誕生した。やがてザ☆ルークメンは宇宙へと向かい、幼少期のネイルがハッキングして破壊した人工衛星内の記憶媒体のカードを改竄。「フュージョン」のカードが誕生したという内容であった。
第67話では遊我ことザ☆ユーガメンと対決。彼を追い詰めるも、遊我がゴーハ流星群と共に落ちてきた隕石をフュージョンのカードに変換し「魔導騎士 セブンス・パラディン」を召喚、逆転され敗北した。その後、共に正義のヒーローという同じ立場で真剣に戦った遊我と握手を交わし、ルークの身体から分離した後、宇宙の平和を護るために宇宙に向かって飛んでいった。
第91話では単身でオーティスに挑もうとしている遊我を止めるために駆け出したルークの叫びに呼応する形で再登場。ルークと合体し、彼を遊我のもとに送り届けた。
最終話ではルークと再び分離したのか、ネイルの横に立っていた。
蒼月 学人（そうげつ がくと） / ガクト
声 - 花江夏樹
ゴーハ第7小学校の生徒会長を務める6年生。真面目な性格で無遅刻、無欠席記録を更新中。非常に優秀な人物であるがゆえに、普段から数多くの頼まれ事を抱えていることが多い。
和風のモンスターと洒落た名前のカードをテーマとした戦士族寄りのデッキで、エースモンスターは相手の最上級モンスターを封じる能力と高い攻撃力を併せ持つ「魔将ヤメルーラ」、手札からモンスター（攻撃力0のみ）を特殊召喚し、召喚した際にそのモンスターの元々の守備力分だけ攻撃力を上げる「魔将セメルーラ」。
自身もデュエルの際は和服に着替える。
「魔将ヤメルーラ」を筆頭に自身のモンスターにちなんだダジャレを言うことがある。歌は音痴。面倒見がよく、多くの生徒から信頼を寄せられており、時にはスポーツの助っ人を任されることも。遊我がラッシュデュエルのインストールを試みた際にはデュエルディスクのバッテリー切れの寸前のところで自転車を漕いで充電するというサポートをしている。
校内でのラッシュデュエル禁止と（ルークの提案により）生徒会長の退任を賭けて遊我とデュエルを行う。手札を持つ、カードを引くといった動作を黒子に任せ、自身はカードに一切触れないという古来より伝わる蒼月流のスタイルでデュエルを進めるが、終盤で遊我に感化されデュエルを楽しむことに専念し、自身でカードをプレイして戦うも一歩及ばず敗北。約束通り生徒会長を退任するも、次期生徒会長を決める緊急選挙で短期間で再び生徒会長の座へと返り咲いた。第11話より黒子の蘭世と凛之介を頼らず自らの手でカードを持つ新・蒼月流として改める（遊我に「普通じゃん」と返されている）。また、仲違いしたルークとロミンを取り持つため、ロミンに料理のアドバイスを行い功を奏す。
第33話では、蘭世と凛之介の敵討ちとして第6小のギャリアンにデュエルを挑み、勝利する。第41話では、蘭世の蒼月流と生徒会脱退を宣言され驚いてしまい、放課後に彼女とラッシュデュエルを挑む。「魔仙斗アイスザーク」をアドバンス召喚し勝利するが、蘭世の気持ちに察することができず悔やんでしまう。
ラッシュデュエルトーナメントでは、ルーク、ロミンとで結成された「ルークキング・ルークキングス」で出場する。第50話でネイルと当たりラッシュデュエルを挑むも、彼の使用するマキシマムモンスターの対策を練ておき、自身のエースモンスター3体を墓地に揃えたことで罠カード「流麗参魔将」の効果でお互いのライフポイントが0となり引き分けとなってしまったことで、後の遊我とルークの決勝戦へと繋ぐ結果になった。
第69話からは遊我の力になるようにというネイルの言伝から、「統括本部 社内規律監督部 真面目課」として蘭世と凛之介と共にゴーハ社に入社。職務をサボりがちであったフラッシュ海深子の素行を正すためにデュエルを挑み、新たに得たフュージョン召喚の力を用いて勝利する。
第79話では、ルークとゴーハ・ユウガのデュエルの際に、ユウガが発動した「死者蘇生」の効果の余波を受けてしまい、デュエルに関する記憶を封印されてしまう。以降はラッシュデュエルに対して規制を取りしまるほどに過激派に転向してしまうが、第83話にてガクティングに扮した蘭世と凛之介による、今までの戦いの記憶を辿るラッシュデュエルを通じて、無事に記憶を取り戻した。
最終話では中学校に進学。引き続き生徒会長になろうとしたがアサナに生徒会選挙に負けてしまい、副会長を務めることになった。
霧島 ロミン（きりしま ロミン） / ロミン
声 - 楠木ともり
遊我のクラスメイト。成績優秀・スポーツ万能で、小学生バンド「ロアロミン」の人気ギタリストでもある。
デュエルは初心者であったが、お腹が空きすぎるなどして我慢が限界に達すると豹変し自我を忘れデュエルの腕が格段に上る性格を持ち、実は歌が音痴であることも秘密にしていた。初期の頃および記憶喪失時は遊我のことを「遊我君」と呼んでいた。
ゴーハデュエルおよびラッシュデュエルは初心者でデュエルに興味がないと言いつつ、新しいデュエルと聞きつけて遊我たちに密かについてくる。遊我がラッシュデュエルのインストールする際にプログラミング言語を知っており、「リアルタイムプログラミング」とアドバイスする。デュエリストでもある女性ギタリスト・プリンセスGのファンで、彼女がライブでファンに投げたカード「彩光のプリマギターナ」をキャッチし所持しており、ギターケースに入れてお守りとして持ち歩いていた。第3話で遊我からデュエルの申し出のために唆されてしまい、遊我の予備デッキを借りて試しにエースモンスター「彩光のプリマギターナ」をそのデッキに入れて使いこんだ。
上記の通りエースモンスター以外のカードを持っていなかったが、第10話で遊我からギターと組み合わせたデュエルディスクをプレゼントされ、第11話より楽器をモチーフしたサイキック族をメインとしたデッキを手にし、引き続き「彩光のプリマギターナ」も使用している。
その後は構築の段階でガクトの戦術を取り入れる柔軟さを見せ、元初心者とは思えない腕前を披露するに至っている。
切り札はライフコストと引き換えに全体強化を行う「彩光のプリマギターナ」と、ライフポイントがピンチの時にモンスター破壊効果を発揮する「砕光のエスパレイド」。
実はロアにより遊我たちへのスパイ行為をさせられており、後ろめたいながらも「秘密」を守るためにロアに協力していた。
後に「ドラギアスカレー」を作ったことにより和解できたのだが、その際彼女が余計なアレンジを加えたがために大惨事を招いてしまった。
第40話ではプリンセスGの引退をキッカケにラッシュデュエルからの引退を宣言し、遊我に最後のデュエルを挑む。途中、遊我のエースモンスターの大量展開に追い込まれるも、プリンセスGがメッセージ代わりにロミンのデッキに忍ばせたモンスターカード「CAN:D」を観てプリンセスGからのメッセージを受け取り、好きなことを「我慢」することを止め、これからは「我侭」に自分のやりたいことを突き通すことを決意し、CAN:Dを基点としたコンボから形勢逆転し、遊我に勝利。ラッシュデュエルからの引退を撤回した。
ラッシュデュエルトーナメントでは、ルーク、ガクトとで結成された「ルークキング・ルークキングス」で出場。第49話での決勝戦ではロアと戦い、勝利する。
第69話からは遊我の力になるようにというネイルの言伝から、「福利厚生事業本部 社員食堂部 ハラペコ課」としてゴーハ社に入社する。
第79話では、ルークとゴーハ・ユウガのデュエルの際に、ユウガが発動した「死者蘇生」の効果の余波を受けてしまい、デュエルに関する記憶を封印されてしまった。以降は路上ライブなど音楽活動に専念したのちにロアロミンを離れ、プリンセスGプロデュースの元でソロデビューをすることになった。第86話にて行われたソロデビューライブにて客席で巻き起こったデュエリストたちの暴動を止めたルークを見たことで、遊我、ルーク、ガクト、ロアとの今までの記憶を思い出した後、記憶を取り戻した。その後はアーティストとしての道を取るか、ラッシュデュエルを取るかを賭けてプリンセスGとラッシュデュエルを行い、勝利。ゴーハ・ユウガとの決着を付けるまでアーティスト活動を一端停止し、遊我たちの元に戻った。
最終話では中学校に進学。遊我が居なくなったことで無気力状態となって学校の屋上で寝そべっていたルークにロミンパンチと称したジャンピングエルボードロップや腕ひしぎ逆十字固めをかまし活を入れ、遊我が帰還することを彼に伝えた。
ザ・美少女ロミン
声 - 楠木ともり
第67話にて登場。ロミンが遊我たちの変装に合わせ、魔法少女のようなコスプレをした姿。ザ☆ルークメンを騙すためにユウオウ以外のゴーハ兄弟たちと協力し、悪の組織に捕まったヒロインなどを演じた。デュエル終了後、他の面々が変装を解いたのに対し、ロミンだけはこのコスチュームを気に入っており、続く第68話でもこの衣装で登場。必殺技である「ミラクル美少女問題解決ビーム」を使用すると、問題解決の代償として空腹になるという設定が追加された。
カイゾー
声 - 小林裕介
元はゴーハ管轄下のドローンだが、遊我によって改造され、いい加減なネーミングによりカイゾーと命名されている。遊我が発明したロードでは失敗作の部類。
遊我とルークのラッシュデュエルをライブ配信し世界中にラッシュデュエルの存在を発信させたり、新情報を掴むために偵察を行うなどのサポートする。カイゾーとなって以来の思考は固有のものがあり、お調子者の言動が出るようになったほか、ロミンに気があり、彼女が遊我の家に来た時はサインを欲しがっていた。また、その時にロミンのサインに自分の名前を書いてもらうため遊我に名前をねだり、「じゃあカイゾーで」と名付けてもらうが、「まんまですね」とガッカリしていた。その後ロミンのデュエルの際には、ロミンを応援する一方で遊我を冷たくあしらい、そのことが遊我の逆鱗に触れてデュエル後にリセットボタンを押され再び改造されてしまった。
その後、ロミンがロアの側に回った際にも何の躊躇いもなくロミンの方を応援。その上全ての決着後はしれっと遊我の側に戻って来るというスタンスを見せていた。
後に自転車と一体になった改造をされた後、ボディが偽カイゾーに乗っ取られ本体のデータはネイルのもとで人質となっていたが、残滓が自転車のシートピラーの内部に残っており（七海に引き上げられる形で）遊我たちに危機を伝えた。
第26話にて捨て身の覚悟でデュエルに参加し、遊我がネイルに勝利。データを取り返したことで無事に元のドローンの姿に戻ることができた（ただし、シートピラーの残滓の記憶は戻らなかった）。
遊我たちがラッパデュエット大会（闇のラッシュデュエル大会）参加のために第6小学校を赴いてから遊我とアサナのラッシュデュエルで遊我が負けてしまい、セバスチャンと共に拘束されるが遊我に即解放され、第6小学校の登校途中に女子生徒のために遊我の作ったアイテムを配っていた。第34話でアサナが使うマキシマムカードの真相を聞き出すために遊我の使いでセバスチャンと共にネイルのもとに向かう途中に雨が降りだして洞穴で雨宿りの中に地下子と遭遇し、セバスチャンが囮としてラッシュデュエル挑んだ最中に抜け出してたった1人でネイルのもとにたどり着いた。
第47話では溜まった遊我たちへの不満が爆発した勢いでマキシマム山の炭鉱に赴いた所でゴーハ66に遭遇。悩みを共有した末に同盟を結び、スレンダーな会社員ボディを与えられ、ロアから離反した月太、ウシロウを従え、ゴーハ66の刺客「イケメンカイゾー」としてルークたちの前に立ちはだかる。コンプライアンスを全面無視したブラック企業デッキで追い詰めるも、敗北。その後はルークの「ルーク・デ・ビール」で解体され、炭鉱内で予め遊我によって備え付けられていた「自白スイッチ」を押されたことで、炭鉱内でのゴーハ66の目的を全て自白した。
第60話にて、ユウオウのアイアン・メイデンを模したロケットに入れられ宇宙に飛ばされたが、第67話で降り注ぐゴーハ流星群と共に帰還。そのままユウオウが乗る宇宙船に突っ込み、冷蔵庫に保存されていた「プリマギターナカレー」を起爆させ、宇宙船をカレー塗れにして墜落させた。
第69話では遊我に「セツリ・アルゴリズム」を組み込まれ、ゴーハ社を去ったネイルの代わりにゴーハデュエルの管理を行うこととなった。
最終話では、オーティスとの決戦に単身で向かう遊我に最後まで付いていった。
偽カイゾー
声 - 小林裕介
カイゾーがAIドローン3体と戦っている時に、ネイルの介入によって、ボディからデータを抜き取られ、カイゾーのボディに別のデータが入った存在。「イセキ」が現れたと遊我たちを欺きゴーハ水産小学校の船に案内して、デュエル後正体を勘付かれ逃避行する。その後遊我がカイゾーに仕込んでおいた発信機のおかげで、逃げた場所まで追うことができ、行ってみるとそこはAIレストランだった。
ゴッドカイゾー
声 - 小林裕介
第76話で登場。宇宙を彷徨っていた際に得たパーツを組み合わせ、巨大ロボットと化した姿。タイガーが差し向けた木人たちから遊我たちを護った。

### ゴーハ第7小学校 / ゴーハ第七小学校
遠藤 リク（えんどう リク）
声 - 安田陸矢
遊我の友人。
小早川 カツ（こばやかわ カツ）
声 - 大塲駿平
遊我の友人。
上城 大華（かみじょう はるか） / タイガー
声 - 上條沙恵子
ルークの姉。ゴーハ第7小学校6年生で吹奏楽部の部長を務めている。一人称は「あたし」。男勝りな性格で、男口調な感じで喋る。ルークと同様、二股眉毛が特徴。また周囲が分かりづらい渋く小難しい言い方をしたりする。ルークが描いた黒歴史漫画をノート丸ごとファックスに入れる機械音痴である。
格闘術のために吹奏楽の呼吸法を取り入れた極意「虎吸」を会得している。格闘と吹奏をモチーフとする風属性・戦士族のデッキを使う。エースモンスターは手札1枚を墓地へ送ることで自身への罠カードの発動を封じる「重楽鬼アンサンブルファイター」、相手フィールドの守備表示モンスターの数だけ攻撃力を800アップする「神楽鬼ファーゴッド・フィンガー」。
ルークや他の者には自身を「タイガー」と呼ぶように言う。威厳な態度で弟のルークに厳しく接している。そのことからデュエルを嫌いになっているのではないかと彼のことを心配していたが、遊我とラッシュデュエルを楽しくやっているのを遠目から見て喜び、ほっとしている。召喚口上はルークと違って一度しか言わないのが礼儀。ルークが間違えてエントリーした「ラッパデュエット大会」の練習の依頼を受けてスパルタ並みの指導をする。
第35話では、遊我のロード研究所を解体しようとする重騎デュエルクラブの部員、象明寺キャタピリオとラッシュデュエルを行い、勝利した。
六葉アサナとは幼少の頃に出会って以来、「ハルっち」「アサっち」と呼び合うほどの親密な関係であったが、雪山の中でルークが行方不明になった際に、アサナが二手に分かれて探そうと提案して分かれて以来、そのまま自分に何も言わずに消えてしまったことから仲違いするようになってしまう。その後、マキシマム山の炭鉱でゴーハ66と戦っていたアサナたちと合流時し、共にゴーハ66全員を叩き潰した後、因縁に決着を付けるためにアサナにラッシュデュエルを挑む。デュエル中、アサナが消えた理由が道中で同じく行方不明となっていた所を見つけたシュベールを介抱していたことをシュベール自身の口から告げられたことで誤解が解け、デュエルには敗北したが、アサナとの絆は修復された。
第64話では下着を取りに自宅に戻ってきていたルークを見つけ、彼の目を覚まさせるためにラッシュデュエルを挑む。途中までルークを完膚無きまでに追い詰めるも、その後ルークが「ザ☆ルークメン」に変身。そこから逆転を許してしまい、敗北する。
第65話では前話の敗北からマキシマム山で修行を行っていたところ、体力を使い果たしたところをアサナに救われる。
第66話ではユウランたちから自身の昔の行動が、「ザ☆ルークメン」と「フュージョン召喚」の誕生の遠因になっていたことが語られた。
第76話ではグルグルを救うためにナナホを探していた遊我たちの前に突如立ちはだかり、グルグルの正体を知っている上で彼の件を引くよう忠告するが遊我にラッシュデュエルを挑み、勝利する。
最終話では中学校に進学。髪型をアサナのようなショートヘアに変えている。
ラッシュデュエルクラブ

王道 遊我
「王道遊我」を参照。
上城 龍久（かみじょう たつひさ） / ルーク
「上城龍久」を参照。
蒼月 学人（そうげつ がくと） / ガクト
「蒼月学人」を参照。
霧島 ロミン
「霧島ロミン」を参照。
セバスチャン
「セバスチャン」を参照。
グルグル
声 - 伊瀬結陸
カメレオンのような着ぐるみを身にまとう内気な少年。「グルグル」は本人の口癖であり、それを聞いたルークが勝手に名付けた。ラッシュデュエルに憧れを抱いていたが一歩前に進むことができずにいた所を遊我に「イセキ」に連れられ、そこに現れたオーティスと遊我のデッキを借りてラッシュデュエルを行い、勝利する。その後、ラッシュデュエルの楽しさに目覚めたことから、自ら志願し「ラッシュデュエルクラブ」の新たなメンバーになった。
オリジナルのデッキを所有しておらず、第60話でミミとデュエルをする際には図書館内に保存されている貸し出しデッキを使用した。この際に使用した貸し出しデッキはエースカードが「ブラック・マジシャン」や「ブラック・マジシャン・ガール」、他に「エルフの剣士」、「幻獣王ガセル」、「ベビードラゴン」、「グレムリン」など、原作版『遊☆戯☆王』の主人公、武藤遊戯のデッキを彷彿とさせるデッキであった。
第63話ではザ・ルークメンの正体を探るためにロア、ミミと共にゴーハ社に潜入。ロアがルークとラッシュデュエルしている隙を突いてミミと共に社長室に潜入する。この際に社長室の隠し部屋のパスワードを躊躇いなく入力して開錠したことから、元・社員であるミミから「なぜパスワードを知っているのか」と怪しまれている。第69話より遊我たちと共にゴーハ社に入社し、ルークと同じ部署に所属している。
第76話からは、第74話にてゴーハ社で行われたゾンビパーティの最中に紛れていた、七星ナナホが使用した禁断のカード「死者蘇生」による洗脳を受け、ゾンビのような状態となった。その後、彼を元の姿を戻すためにゴーハ社の地下工場でユウオウとラッシュデュエルを行い、ユウオウがグルグルを元に戻すためのトリガーとなる「死者蘇生」のカードの発動と呪文の詠唱を行うが、実はこの二つはグルグルの中に封じられていた真の人格の封印を解くためのトリガーであり、封印が解かれた刹那、着ぐるみが弾け飛び、「ゴーハ・ユウガ」の姿を現した。
生徒会
蒼月 学人（そうげつ がくと） / ガクト
「蒼月学人」を参照。
七星 蘭世（ななほし らんぜ）
声 - 鎌倉有那
ゴーハ第7小学校の生徒会副会長で蒼月流御庭番・花牙の軍団の一人。ガクトを慕い様付で呼んでいる。ガクトのデュエルでは解説などのサポートをする。凛之介とは双子の姉弟。
エースカードは手札の植物族モンスター一体を墓地へ送ることで同名モンスターを特殊召喚できる「花牙クノイチ・エトランゼ」、自分の墓地の植物族モンスター一体をデッキの下に戻すことでレベル7以下の植物族モンスター一体を特殊召喚できる「真花牙クノイチ・ガーランド」。
異性に対して蘭世アイズによって美化して勝手に惚れてしまう性格であり、惚れたターゲットを対象に妄想を繰り広げながら、観察日記をつける趣味を持ち、その日記の数は73冊にまで登っている。遊我に対しても表向きは問題児としながら、執拗に観察するうちに何時しか遊我自身の魅力に惚れ、彼のことを考えると色々なことを妄想し、頬を赤らめるようになる。
遊我たちのラッシュデュエル大会参加のための強化合宿に参加したある日の出来事で合宿場の周りが崖状に掘削され助けに赴いたはずが第6小のギャリアンに見つかり、ラッシュデュエルを挑み敗北してしまい、凛之助と共に第6小学校に転校させられてしまった。ガクトがギャリアンに勝利した以後は、凛之介と共に再びガクトと共に行動している。
第36話では、上記の妄想癖を掘削作業による疲労で倒れたギャリアンにも発動させ、ギャリアンの代行者として遊我たちの前に立ちはだかる。姉の暴走を止めるためにと名乗りを上げた凛之介とラッシュデュエルを行い、自身の妄想癖を周りに悟られることなく、引き分けに終わった。デュエル後は自身の暴走を反省しつつも、ロミンに「私も凛之介みたいな優しい弟が欲しい」と言われながらボディタッチされたことで、自身と似たような妄想癖を発動した凛之介を見て、引いてしまっていた。
第41話では凛之介曰く「パッとしない」ガクトの「影」として従うことに疑問を感じ、自分にも「光」の当たる舞台に立ってもいいのではないかという妄想から暴走し、蒼月流御庭番と生徒会の卒業を宣言し、ガクトとラッシュデュエルを行い、敗北。途中でガクトの強さに触れて妄想からは覚めるものの、主君であるガクトに逆らった贖罪から宣言通り蒼月流と生徒会を脱退する。その後はネイルの下に仕えることを宣言するも、彼からは「それは摂理に反する」と言われてしまった。
第45話では少年に扮し、デュエル恐竜研究クラブの悪行についての調査結果をネイルに報告した。なおこの際にガクトからネイルに蘭世を頼むように頭を下げられるが、逆に勝手に押しかけられて困っているとセバスチャンに言われてしまった。「ラッシュデュエルトーナメント」のガクトとネイルのラッシュデュエルでは2人を見届け、蒼月流の誇りと勇士のガクトを見て彼のもとへと戻るのと同時にネイルの側近を辞退した。
最終話では中学校に進学。引き続きガクトの下に就いている。
七星 凛之介（ななほし りんのすけ）
声 - 小林千晃
ゴーハ第7小学校の生徒会書記。ガクトを慕い様付で呼んでいる。ガクトのデュエルでは解説などのサポートをする。蘭世とは双子の姉弟であり、姉の妄想癖の暴走を心配しているが、ロミンに「私も凛之介みたいな優しい弟が欲しい」と言われながらボディタッチされた際には凛之介アイズによって妄想を繰り広げるなど、お互いに似たような妄想癖を持っている。
エースカードは手札の植物族・通常モンスター二体を墓地へ送ることで、相手フィールド上のレベル8以下の表側攻撃表示モンスターを二体まで選んで破壊、さらに破壊したモンスターの数だけ相手に500ポイントのダメージを与える「花牙シノビ・ガトリング」。
最終話では中学校に進学。引き続きガクトの下に就いている。
新聞部
真実 バクロー（しんじつ バクロー） / 真実 爆郎（しんじつ ばくろう）
声 - 山本智哉
ゴーハ第7小学校の新聞部部長。デュエルの際は報道にちなんだ機械族カードのデッキを使う。相手のデッキの上から5枚を操作しパワーアップする「特報マシン・タフロイド」が切り札。
普段は無口で鬱屈とした風貌をしており、部長と判明してからはロミンに「彼が部長？」と驚かれていたが、前髪をかきあげると饒舌になり、態度も挑発的になる。ラッシュデュエルは「最低最悪のルール」「まさにデュエルへの冒涜」「底の浅い子供だましのルール」といった記事を発行し、学校中に悪評を広め、それがルークの逆鱗に触れてしまう。遊我に「ゴーハに知られれば新聞が廃刊になる」と言われ真に受け、新聞の存続のため、そしてラッシュデュエルが「底の浅いルール」だということを証明するため、ルークとラッシュデュエルを行い、追い詰めるも敗北する。敗北後はラッシュデュエルの面白さに目覚めてルークたちへの態度をあらため、ラッシュデュエルに好意的な内容の新聞を発行。その際にルークに頼まれ、ルークの顔を王様、学人とロミンの顔を召使いに合成した写真の記事を作った。
第45話ではでマサルとニコと共に「チーム号外号外」でラッシュデュエルトーナメントに参加する。
第72話ではゴーハ社の社員となったルークたちを取材するために新聞部の面々と共にゴーハ社を訪れ、そこに現れたハントが地下で見つけたデュエルカード試作機を悪用しようとしていたため、それを阻止するために彼とラッシュデュエルを行う。途中、ハントのマキシマムモンスターに追い詰められるも、新たな切り札であるフュージョンモンスター「報道艦轟鎧號 疾風迅雷（ほうどうかんごうがいごう しっぷうじんらい）」を召喚し、逆転勝利する。
第86話ではゴーハ・ユウガに記憶を奪われた状態で登場し、ルークにラッシュデュエルを挑むも返り討ちに遭い敗北。この時、デュエルを通して前述のルークとラッシュデュエルを行った記憶を思い出し、他の新聞部の面々と共に記憶を取り戻した。
マサル
声 - 熊谷健太郎
ゴーハ第7小学校の新聞部部員。マイクで相手へのインタビューを担当。
ニコ
声 - 安井咲希
ゴーハ第7小学校の新聞部の紅一点。カメラ担当。
世紀末苦愛
第27話で立ち上がっているのが判明したクラブ。第45話では「世紀末決闘軍」の名前でラッシュデュエルトーナメントに参加する。
安立 ヨシオ（あたち ヨシオ）
声 - 永塚拓馬
ゴーハ第7小学校4年生のミミの息子で「ヨシオちゃん」と呼ばれている。母の作るスパゲティ・ナポリタンが大好きな品行方正な少年。世紀末苦愛の部員。
荒廃した乱世の世界「世紀末」をイメージした、「獣機界」と名の付いた暴走族を摸した獣戦士族モンスターを使い、フィールド魔法「世紀末獣機界ビーストギア・ワールド」で種族毎の攻撃力の強化と弱体化を同時に狙って来る。切り札は他の「獣機界」を砲弾と化し相手の守備表示モンスターを蹂躙する能力を持つ「獣機界王カタパルト・デビルコング」。
ラッシュデュエルを好ましく思わない母のミミに「あんなものは不良のやるゲーム」だなどと説教され凹んでいたのを、ゴーハ7小新聞「ルークのお悩み相談」で相談したが、帰ってきた返事は「お母さんを大事にしろよ、グッドラック!」という的外れなもの。
が、「グッドラック」という言葉からアニメ「世紀末ヒーロー グッド・マックス」を連想し、彼が病気の母（声 - 河村梨恵）を守るため「世紀末革命王 グッド・マックス」に変貌したアニメのストーリーに影響され、強くなる決心をした彼はヘルメットで顔を隠し乱世の悪漢のような姿で過ごすようになった。ヨシオなりに母のためを想った行動ではあったが、これがミミに「ヨシオちゃんがラッシュデュエルのせいでグレてしまった」とさらなる誤解を招くこととなり、二度とスパゲティ・ナポリタンを作って貰えないかも知れない危機に陥ったため、この事態を招く羽目になった元凶のいい加減なアドバイスを寄越したルークに「世紀末決闘王 ヨシオ」を名乗り復讐のラッシュデュエルを挑むことになった。
自身の獣戦士族を強化しルークのドラゴン族を弱体化することで優位に立ったがフィールド魔法を破壊されたことを切っ掛けに敗北し、敗北後は元のヨシオの姿に戻り遊我がラッシュデュエルを作ったと知り尊敬の眼差しで「感動しました。僕もこんなすごいルールつくってみたいです」と素直に遊我やラッシュデュエルへの敬意を示した。
母親との問題が何も解決していないことを周囲にツッコまれ、遊我が自分が問題を解決して上げても良いと申し出たが、ルークに「本当にお前は、それでいいのか?」と言われ、帰宅途中その言葉の意味を考え自分が人を真似たり頼ってばかりだと気付き自分の気持ちを伝えることを決意。ラッシュデュエルをやってみたいと自らミミに気持ちを告げ、「ちゃんと勉強もするのよ」と条件付きで了承を得、大好物のナポリタンも食べることができた。
一連の件を終えて元のヨシオに戻ったのだが、「セブンスロード・マジシャン」不正疑惑において遊我たちに協力した際にはまた世紀末な格好に戻っていた。
自身の夢についての作文にどのように書くか再びルークと相談した直後にネイルの落とし穴で落とされ偶然に遊我たちを見けた所じゃん拳に勝って母ミミとのラッシュデュエルを挑む。
ミミの猛攻にサレンダー寸前まで追い込まれるも、新たなる切り札「獣機界覇者キングコンボイ・ライガオン」で逆転勝利を遂げた。
しかしその直後、前日作文について考えていたせいで一睡もできておらず、ラッシュデュエルが終わった直後に意識を失ってしまいミミに家まで運ばれた。
その翌日、遊我からはアカウントのペナルティが付いてしまった経緯を母ミミの正体を言わずにそのまま説明を受けた。
第72話では他の部員と共にルーク課の社員として所属している。
最終話では小学校を卒業したガクトの後任として、生徒会長に就任した。
マサヒコ
声 - 馬場惇平
丸メガネをしたヨシオの友人。世紀末苦愛の部員。ルークとヨシオのデュエル後、ラッシュデュエルに魅了され「俺もやってみたいなぁ」と興味津々だった。
トシヒコ
声 - 安田陸矢
ヨシオの友人。世紀末苦愛の部員。ボチという名前の犬を連れている。ルークとヨシオのデュエル後、ラッシュデュエルに魅了されていた。

### ゴーハ第7小学校以外の小学生
大森 麺三郎（おおもり めんざぶろう）
声 - 南雲大輔
隣町のゴーハ第3小学校のラーメン愛好家の5年2組、出席番号7番の少年。7月11日生まれ、蟹座のO型。趣味は読書とラーメンの食べ歩き。一人称は「拙者」、語尾に「ござる」を付ける。相手を「殿」と付けて呼ぶ。赤いアイマスクの仮面を付けている。自分の個人情報を大声で堂々と言う性格。大好きなラーメンと同じく大好きなデュエルを融合させたルールを作ることを夢見る。
ラーメンをモチーフとした忍者のようなカードを使用し、切り札は自身を含めた炎族を強化する「火麺上忍ゴックブート」、自身のフィールドの炎族モンスターを一体破壊することで相手に1000ライフポイントのダメージ+デッキからカードを一枚ドローできる効果を持つ「火麺上忍カエダマゴックブート」。
第21話では遊我のロード研究所に集合した1人として登場。
セツリの庭を誘うための落とし穴が開いたのをロミンを助け出そうとしたところ共に落ちてしまい、ゴーハ社の地下ラーメン店銀河軒で遊我たちと共に絶品ラーメンを食べる。
その後ヌードル宇宙子（そらこ）が作ったラーメンが美味しかったことに感化されラッシュデュエルを挑み、異星人の彼女と心通わせながら新たなる切り札「火麺上忍カエダマゴックブート」を使い勝利した。
第45話では、寿司子とニックと共に「グルメ仲間チーム」でラッシュデュエルトーナメントに参加する。
デュエル恐竜研究クラブ
第28話で重騎クラブに何度も発掘場所を持っていかれていることが判明した。第45話では「発掘！お宝ハントラーズ」の名前でラッシュデュエルトーナメントに参加する。第72話では部内での喧嘩別れにより、実質解散の状態。
白佛 カン（はくぶつ カン）
声 - 榊原優希
ゴーハ第2小学校6年生のデュエル恐竜研究クラブ部長の少年。「博士」と呼ばれている。恐竜とデュエルとの関係性について研究し続けているレアな小学生。恐竜にちなんだ用語を使い、「ジュラシック」やデュエルでは「ターン」を「ジュラシックターン」、「ドロー」を「発掘」と呼んでいる。
レベル6までの恐竜族・通常モンスターを蘇生する能力を持つ「スーパー・キング・レックス」を切り札とした、恐竜族中心の古生物をイメージしたデッキを使用する。
馬井食堂で、部員三人と食事をして店から出た際自分たちと同じく怪獣ゴッシー探しをしていた遊我たちと遭遇し、共に行動しラッシュデュエル恐竜の特性から巨大なカード状の物体が手に入るような町内の場所を案内して貰い、最終的に恐竜が隠れような場所はどこかとなり「イセキでは？」となり向かう途中三人でトイレに寄る。
実は部員とジュラシックデュエルランド開園の夢を企てており、それで金儲けを目論んでいるため遊我たちを利用しようとしていたが、トイレで3人でそのことを話していたところ偶然道中食べ過ぎてトイレに入っていたルークに計画を知られてしまう。
みんなに知られた後「イセキ」の場所を教えて貰えなくなりそうになるが、遊我に「教えてあげるよ。ただし、ラッシュデュエルで勝負すること」を条件にデュエルする。が、戦いの最中遊我に「君は本当は大好きな恐竜でひと儲け、なんて考える人じゃない」「とてもピュアな男のロマンの持ち主」と見抜かれ、過去を思い出し自分の行動を恥じるも遊我に励まされ改心する。敗北後恐竜の影が出たという工事現場に向かうも、正体は遊我が工事の音がうるさくて作ったノイズキャンセリング装置だったと知り落胆する。しかしお詫びにと「イセキ」があった場所に案内して貰い足を運んだ。
堀田 カセキ（ほった カセキ）
声 - 鈴木崚汰
ゴーハ第2小学校のデュエル恐竜研究クラブ副部長の少年。カンと同様恐竜にちなんだ用語を使う。トイレの会話ではゴッシー見たさに集まった観客の入場料でボロ儲けした金で「高級タワーマンションに部室・お菓子三昧・ネット三昧」っと三人の悪巧みの野望を話していた。
後藤 ハント（ごとう ハント）
声 - 松田利冴
ゴーハ第2小学校のデュエル恐竜研究クラブ部員の少年。他の部員と比べ小柄な体型をしている。カンと同様恐竜にちなんだ用語を使う。「クシャミングパワー」という特殊な発掘の能力を持っており、重要な化石などが近くにあるとくしゃみをしてしまう。
カンと同様、恐竜族をメインとしたデッキを使用し、エースモンスターはマキシマムモンスターの「大恐竜駕ダイナ－ミクス」。
第35話ではネイルの命を受けたカイゾーによってゴーハ第6小の炭鉱に連れてこられ、遊我たちと共に遺跡の捜索に助力した。
第45話では上記のクシャミングパワーでマキシマムカードを発掘しまくり、ラッシュデュエルトーナメントの出場者と「ゴーハ商店街共通特別ご優待券」と交換し、タワーマンションを購入するまでに至るほどの莫大な富を築き上げた。これ以降、遊我たちに対する態度が豹変し、白佛、堀田の二人を従える成金キャラクターへと変貌を遂げた。その後、大会で好成績を収める遊我たちにラッシュデュエルを挑むも、ネイルとロアから譲り受けた遊我の新たなマキシマムモンスターの前にあえなく敗北。大会失格となった。
第72話では単独でゴーハ社に現れ、社内の地下で見つけたデュエルカード試作機を金儲けのために悪用しようとしていた所、それを阻止しようとした新聞部のバクローとラッシュデュエルを行う。途中、自身のマキシマムモンスターで彼を追い詰めるも、バクローのフュージョンモンスターの前に敗北する。敗北後は涙を流しながら自身の願望を垂れ流しにしていた所でルークにルーク課に勧誘された。
最終話ではルークたちが卒業したために再び悪巧みを始めるも、直後に生徒会長のヨシオに阻止された。
間黒 七海（まぐろ ななみ）
声 - 古川慎
ゴーハ水産小学校（略：スサンショー / 水産小）の船の船長にして漁師デュエリスト。「〜ツーナ」が口癖。入学以来彼の算数のテストは０点街道まっしぐらだそうだが、水産小は漁の成績が重要視されるためそちらでトップな七海が船長を務めている。
小学生ながら非常に筋骨隆々な体格で、漁業に関わることもあり海を汚す者を許さない性格。
漁の際カイゾーのボディを引き上げ、遊我を「環境を汚すゴミ捨て野郎」と勘違いしデュエルを挑む。デュエルの腕は、各地の漁港に停泊した際現地のデュエリストとのデュエルで磨いて来たらしい。
全体的に「海」をイメージしたデッキであり、魚族モンスターを中心に使用しフィールド魔法「大海洋」で水属性モンスター以外を弱体化、魔法や罠で攻守をサポートする戦術を取るが「ライトニング・ボルコンドル」の前に敗北した。
切り札は「波動砲ビッグ・マグロム」。単体の攻撃力はレベル７の割に2200とそこそこだが、他の攻撃力1000以下の魚族モンスターに直接攻撃能力を付与する効果を持つ。
あくまで勘違いから来る諍いであり素の性格は朗らかなもので、他の生徒たちから「船長」と呼ばれ慕われている。
デュエル後は偽カイゾーの罠にはまったという遊我たちの事情を聞くと、特別にモーターボートを出して陸まで送り届る義理堅い面も見せた。
洗井 新太（あらい あらた）
声 - 逢坂良太
ゴーハ第3小学校6年生の洗い物クラブ主将。AIレストランには皿洗いの出稽古に来ているとのこと。「ウォッシュ」が口癖。
実はネイルの部下同然の存在であり、わざと崩れやすいように皿を配置し、皿を割ったロミンに半ば強制的にデュエルをさせた。
デュエルディスクを洗うフリをしてセットした魔法カードをすり替えるチート（インチキ）を行い、バーンと（レベル７以上に対しての）パワーダウンを同時に行える魔法カード「白激泡－ブリーチ・モーター」を繰り返し使い回し優位に立つが、遊我とルークにそれを看過されルークの能力によりチート行為が行えなくなる。
卑怯な手段を使ったものの素の実力も決して低くなくロミンを追い詰めるが、覚醒したロミンには敵わず「ロミックンローラー」を繰り出され敗北。
その上、うっかり「セツリの庭」への隠し入り口があることを喋ってしまうという失態を犯してしまった。
デュエルを見ていたネイルには、チートの件を咎められ切り捨てられてしまった。
切り札は墓地の魔法カードをデッキトップに戻して再利用を狙える「クリーンベレー・モップ大佐」。
第59話ではレストランの食べ放題プランの料金を支払えなかったミミに皿洗いのバイトをさせるも、ミミに多くの皿に汚れが残っていたことを指摘され、逆に自身が皿を洗い直されることとなった。
昆虫デュエルクラブ
ゴーハ第5小学校に存在する部活。第28話から背景キャラクターとして登場しており、第70話にて本格的に登場。部員3人とも、昆虫の特性を生かした特技を持つ。
七星 ナナホ（ななほし ナナホ）
声 - 鷹村彩花
昆虫デュエルクラブに所属する少女。蘭世と凛之介の従姉妹にして、彼らとは正反対に裏で暗躍し、人々を惑わす闇の一族「裏七星家（うらななほしけ）」の筆頭。頭に被るテントウ虫の帽子を通じて、相手を洗脳する能力を持つ。遊我とは幼馴染であり、幼少の頃に「テントウ虫に頭部を食われた」という嘘で彼にテントウ虫に対するトラウマを植え付けた。ゴーハ社の社会科見学の際、他の部員たちと共にマキシマムカードのデータを盗もうとした所を遊我たちに見つかり、遊我とデュエルを開始する。途中までテントウ虫のトラウマに怯える遊我を追い詰めるも、ルークの説得でトラウマを乗り越えた遊我に逆転され敗北する。しかし潜入の際に仕込んでいた小型テントウ虫ドローンを通して、ゴーハ社からデータの一部を盗むことに成功した。
第75話ではロミンに変装し、遊我がゴーハ社長の最後の一人なのではないかという疑惑を持っていたガクト、ミミ、ロアを唆し、騙した上で「少しの疑惑で揺らぐ、お前たちの遊我に対する信頼など弱いもの」と告げ、姿を消した。
真の目的はグルグルをゴーハ・ユウガとして元に戻すことであり、ゴーハ社のイベント「ゾンビなりきりパーティ」の最中に潜り込み、禁断のカード「死者蘇生」を使ってグルグルに暗示をかけた。以降はゴーハ・ユウガの部下として行動していたが、第88話にてユーガ共々オーティスに捕まってしまう。その後はユーガを残して姿を消していたが、第91話で宇宙子たちの時計に細工を施し、彼女たちを定時退勤させることでオーティスに一矢報いた。
美藤 カブト（びとう カブト）
声 - 大町朋裕
昆虫デュエルクラブの一員。カブトムシの被り物をした少年。人間一人なら軽く投げ飛ばせるほどの力持ち。
鎌ヶ谷 キリヒト（かまがや キリヒト）
声 - 篠田渚王也
昆虫デュエルクラブの一員。カマキリの被り物をした少年。両側に備え付けた鎌は鉄製の扉を切り裂くほどの切れ味を持つ。

### ゴーハ第6小学校
有栖川 ジャンゴ（ありすがわ ジャンゴ）
声 - 佐伯ユウスケ
ゴーハ第6小学校の元・生徒会長。OCGの「革命」をモチーフした昆虫デッキを使用する。校内でのラッシュデュエルを楽しんでいたが重機デュエルクラブによって弾圧されカードを没収されてしまい、数人の生徒を旧校舎に籠って「闇のラッシュデュエル大会」を欺くための名称を「ラッパデュエット大会」として参加を呼び掛けた。しかし、ルークが間違えて「ラッパデュエット大会」にエントリーしたと思い、参加のため辛い練習をさせられたが、違っていたことから逆恨みとしてデュエルを受け敗北する。
カードを何枚かドローしないと気が済まない体質（相手のカードもドローしたがるほど）で側近の路地原と健崎の二人に制止されるまで止まらない。またこの時発作のように自身の「ジャンゴ」の単語を入れた歌をOPソングの音調とかで歌う場合がある。
第59話で再登場した際には、生徒会長に復任していたが、上記の体質は直っていなかった。
路地原 理（ろじはら おさむ）
声 - 浦和希
ジャンゴの側近の一人で、生徒会の書記を務めているメガネをかけた少年。生真面目な性格であり、ロミンが生徒会の対策会議に食事目当てで参加した際には止めようとしたが、ロミンのおねだりに負け、顔を真っ赤にして照れてしまった。メガネを取った際には蘭世アイズによって美化され蘭世に惚れられている。
健崎 ぼたん（けんざき ぼたん）
声 - 松本沙羅
ジャンゴの側近の一人で、生徒会副会長。一見普通の見た目をした少女だが、目の前に出された食べ物を目にも止まらぬ速度で（他人の食事も構わず）全て食べ尽くしてしまう大食漢。その速度は蒼月流御庭番の二人も見逃すほどであり、唯一、食事の様子を目撃したカイゾーからは、その驚愕の光景から「怪物」と称された。

### ゴーハ第6小学校・重騎デュエルクラブ
第28話より登場。エリートたちが集まるゴーハ第6小学校の生徒で構成されており、生徒会を凌ぐ権力を持っていると言われている。
六葉 アサナ（むつば アサナ）
声 - 髙橋ミナミ
ゴーハ第6小学校の重騎デュエルクラブの一人で、ゴーハ市の建築を支えてきた「ムツバ重機」の令嬢。ゴーハ6小の頂点に君臨する実力の持ち主。肌は褐色。「アサナ様」「ひいさま」と呼ばれているが、本人は「呼び方などどうでもいい」とあまり拘っていない。上城大華（タイガー）とは幼い頃からの親友。幻竜族のデッキ使いで、エースモンスターは遊我、ネイルに続くマキシマムモンスター「幻竜重騎ウォーム Exカベーター」。
第26話のラストで「ラッシュデュエルなど我らが必ずたたき潰す」とシルエットで3人の仲間と共に登場。その真相は伝統を重んじる心と、ムツバ重機を買収したゴーハ社から重機のパーツの再生産を約束にラッシュデュエルを潰すことを条件とした取引による物であった。第28話では自身の重機であるR6が壊れてしまっていた所を、たまたま居合わせた遊我に修復してもらい、その後は日が暮れるまで遊我と共にR6で森林中を駆け回った。ゴーハデュエルは好んでいるが、ゴーハに対しては六葉重騎の件で嫌悪している。また喋る機械（特にドローン）を毛嫌いしている。表向きは伝統を重んじる姿勢を貫いているが、デュエルを純粋に楽しむ心を持ち、それ故潰そうとしているラッシュデュエルにも「楽しい」と発言していた。
第38話、39話にて遊我と再戦した際にはお互いのマキシマムモンスターが限界を迎えるまでの熾烈なデュエルを繰り広げた末に敗北。R6も機能を停止してしまうが、その後に遊我が発見した「R零号」が流用パーツを組み合わせて作られていたことから、「ムツバ重機」の先祖たちがオリジナルに固執せず、他の要素を取り入れながら進化を続けてきたことを知り、ラッシュデュエルに対する考えを改めた。その後は遊我の改造を受けR6も復元され、祖父と共に「ムツバ自転車屋」を立ち上げ、再出発した。
「ラッシュデュエルトーナメント」には参加する予定であったが、マキシマム山の炭鉱にゴーハ社の社員が目撃されたことから、象明寺以外のメンバーたちに「風邪を引いた」と偽って参加せず、象明寺と共にゴーハ社社員「ゴーハ66」の怪しい動きについて尾行する。その後、象明寺からの連絡を受けたギャリアンとシュベール、炭鉱に現れた上城大華（タイガー）と合流したのち、全てのゴーハ66を倒した。
第65話では、タイガーがザ☆ルークメンに倒されたことで自らを追い込むようになったことを起因に、ユウオウの命令で遊我たちの前に現れたネイルとラッシュデュエルを行う。遊我とのデュエル後、ギャリアン、シュベール、キャタピリオからマキシマムモンスターに書き換えるようにとそれぞれのIDカードを差し出されるもそれを断り、代わりに三人のエースモンスターをそれぞれデッキに組み込み、重騎デュエルクラブの絆の力でネイルに勝利した。
第75話では遊我がゴーハ社長の最後の一人なのではないかという疑惑から単独で彼のもとに訪ねようとした所、同じく遊我のことを探ろうとしていたロミン、ガクト、ミミ、ロアに遭遇。ロアたちが遊我に黙って勝手に秘密を探ろうとすることを咎め、それでも行こうとした彼らを止めるためにロアとラッシュデュエルを挑むも、途中、同じく単独で遊我に会おうとしていたことをロアに見抜かれ、逆転負けを喫する。しかし、後にロアたちの一連の行動がロミンに変装した七星ナナホによる策略であったことが判明したことで、ロアから謝罪をされた後に握手を交わし、和解した。
第79話では、ルークとゴーハ・ユウガのデュエルの際に、ユウガが発動した「死者蘇生」の効果の余波を受けてしまい、デュエルに関する記憶を封印されてしまう。以降は流用パーツを組み合わせたR6を見て激昂するなど、遊我と出会う前のような状態に戻ってしまっていたが、第83話にてギャリアン、シュベール、キャタピリオによる、今までの戦いの記憶を辿るラッシュデュエルを通じて、無事に記憶を取り戻した。
最終話では重騎デュエルクラブの面々と共に、ルークたちと同じ中学校に進学し、生徒会長を務めている。髪を伸ばし、タイガーのような長髪となっている。
R6（アールシックス）
アサナの所有するパワーショベルらしき機械。意思がある模様。ムツバ重機がゴーハ社に買収されたためにパーツの交換ができず、39話での遊我とのデュエル中に限界が生じ、壊れてしまうものの、流用パーツを用いた遊我の改造を受け、復元された。
田崎 ギャリアン（たざき ギャリアン）
声 - 中村光樹
ゴーハ第6小学校6年6組の重騎デュエルクラブ参謀の生徒の男。髭のように伸びたもみ上げをしている。渋くごつい見た目をしており、一人称が「わし」、自分を「老兵」、相手を「若造」「ヒヨッコ」と言うなどの渋めのキャラクター。幼少期からアサナと付き従っており、その頃から今と変わらない容姿をしていたため、ロミンから「アンタ何歳なの…」とツッコまれている。エースモンスターは相手の守備表示モンスターを攻撃表示に変え、攻撃力を0にする「ドリリング・マンドリル」、相手の守備表示のモンスター一体を破壊し、ターン終了時まで自身の攻撃力を1000アップする「シールド・ボーリング・コング」。
第29話では掘削作業中に遭遇した蘭世と凛之介にラッシュデュエルを挑み、勝利。二人を第6小に引き入れたが、このことが起因となり、第33話では二人の敵討ちとしてガクトにラッシュデュエルを挑まれ、敗北。同時に自身の重機が壊れるのを見守ったのちに学園を後にした。その後は象明寺が単独行動をした際には場を諌めたり、自力で採掘しながら炭鉱を移動したために体力の限界で力尽き倒れるも復活し、シュベールと共にアサナと遊我の2回目のラッシュデュエルを見届けた。
第83話では失われたアサナの記憶を取り戻すため、事前に譲り受けたシュベール、ハトラップ、キャタピリオのIDカードを「幻竜重騎ウォーム Exカベーター」に書き換え、デュエル自体に敗北はしたものの、無事にアサナの記憶を取り戻した。
加山 シュベール（かやま シュベール）
声 - 佐藤祐吾
ゴーハ第6小学校の重騎デュエルクラブの一員。肩に乗ったハトラップの通訳を担当する。「〜シュベール」が口癖。家族は自身以外はハトで構成されており、家族全員でゴーハ市の流通を支える輸送会社「しろばと加山の宅配便」を営んでいる。幼少の頃、宅配の途中で雪の中にハトラップと共に閉じ込められていた所に、アサナ親子に救助された過去を持つ。
第43話の「ラッシュデュエルトーナメント」参加登録する際にハトラップの登録は認められず、当本人の参加登録に改めた。
ハトラップ
声 - 松田利冴
シュベールの肩に乗っている鳩。彼とは人種を超えた兄弟。ゴーハ第6小学校6年6組。一人称は「ミー」。エースカードは「幻書鳩の騎士 ナイト・ヴィジョン」。
デュエルにおいては罠カードを軸とした戦略を練る、瞳を動かして催眠をかけるなどの精神攻撃を得意とするなど、鳩離れした多くの特技を持つ。ラッシュデュエルの際はハトラップがシュベールに指示を与える形で進行し、彼が勝手な行動をした際には嘴で制裁を与えている。
象明寺 キャタピリオ（ぞうみょうじ キャタピリオ）
声 - 堀井茶渡
ゴーハ第6小学校の重騎デュエルクラブの一員。常に顔にキャタピラを模した仮面を付けている。背中に背負ったゴーハニウム製のスパナとドライバーを用いた、どんな物も一瞬で解体する技を持つ。移動の際は巨大なキャタピラを模した人力車で移動する。
遊我のロード研究所を解体しようとしたところ、それを阻止するために現れたタイガーとラッシュデュエルを行い、敗北。その後もロード研究所を解体しようとするも、アサナの指示無しに独断専行で動いたことをギャリアンに諌められ、彼と共にその場を去った。また小学3年生の頃にタイガーと何かしらの因縁があるらしいが、それについて明かされることはなかった。

### ゴーハ社 / ゴーハ・コーポレーション
ゴーハ社長 / 社長ドローン / ドール
声 - はじめしゃちょー
口元にGの文字が書かれた黒マスクを被った謎の男。その正体は代々社長となる者を補佐し、社長となる者が密かに被ってきたドローン。被ると精神的負荷が掛かり、その影響で前の社長をやっていた銀髪の男が倒れたため、ミミに正体を説明した後、被ることを了承した彼女へと移行した。
第41話でゴーハ社に「ぼくがかんがえたサイキョーのさくせん」と書かれたノートが届いたのを機会に「ラッシュデュエルトーナメント」の開催を認め、ノートの詳細と届け人を探し出すことになる。
第54話からはゴーハ社長兄弟たちが地球に帰還したのを機会にミミを社長を解任し、ユウオウの下にサポートする。
第77話からはゴーハ・ユウガの背中の飛行パーツとして、彼の下に付いている。
第88話でゴーハ・ユウガの身柄を拘束したことで、第91話よりオーティスのサポートに移行する。最終話ではオーティスにこき使われた影響で元の姿が分からなくなってしまっていた。
その後はオーティスと共に戦国時代へ飛ばされたのが判明。詳しい詳細は次回作『ゴーラッシュ』の「ドール」を参照。
秘書
声 - 柳田淳一
社長の秘書を務める男。第32話で初登場し、正体を知らず新社長となったミミに、遊我たちがゴーハ6小に転校したことを告げるが、いつもと社長の反応が違うことに少し訝しんでいた。
ゴーハ社の幹部
声 - 山根雅史
Gの文字が書かれたアイマスクを被った社員の男。勝手にインストールされたラッシュデュエルの問い合わせの殺到で焦っていた。
安立 ミミ（あたち ミミ） / ナンバーシックス / 謎の覆面アドバイザーM
声 - 鈴木梨央
ゴーハ第7小学校に転校してきた不思議な女性。正体はゴーハ社の中でも6人しかいない最高幹部「トップ・オブ・ヘキサゴン」の一人。第28話で「トップ・オブ・ヘキサゴン5名の暴挙を止められなかった職務怠慢」により平社員に降格され、それに納得できず、社長室へと行くが、前の社長を務めた男が倒れたため、ゴーハの社長というものの真相を知り、リスクを知りながらも社長ドローンを被り新社長へと君臨するが、第54話で元々の社長であるゴーハ兄弟が地球に帰還したことにより、社長を解任され平社員に降格された。その後は図書館の受付係となっていたが、第68話でゴーハ社に復職したのち、エネルギー開発部ゴーハニウム課（後述）に所属。最終話（2年後）ではゴーハ社の副社長に就任した。
見た目は小学生と間違われるほどの美少女だが、実年齢は37歳でありヨシオという息子がいる一児の母親でもある。一人称は「あたち」（稀に「私」）。少女の見た目故、成人しているのに繁華街で補導されかけるなど色々面倒な目に合ってきたが現在は「神様がくれた宝物」として受け入れている。料理が得意。「バッチグー」「バイビー」「しもしも」などバブル時代めいた古めかしい言葉を使い、相手への贈り物も古い（物自体は相応に喜ばれている）。また遊我に少女の見た目を「特殊メイク？」と触れられた時は「美魔女」と返している。デュエルでは古き良き時代の伝説のモンスターがお水化したカードを使う。
「極秘 ラッシュデュエルのひみつがぜんぶかいてあるノート!!」と記されたノートを目にしてからラッシュデュエルの削除方法がある物だと思い込み、そのノートを奪取の目的としてゴーハ第7小学校に侵入し遊我たちと親睦を深める。深夜に遊我の研究所に忍び込むが、既にミミの挙動を警戒していた遊我たちに見つかってしまい、咄嗟に「ラッシュデュエルについて学びたい」という嘘を付き、遊我にとっては喜ばれ労せずノートを貰える都合の良い展開になり、「ミミが勝ったらノートは辞退、遊我が勝ったらノートをミミが受け取る」という極秘ノートを掛けた本末転倒なラッシュデュエルを行うこととなる。結果はミミの敗北に終わり、遊我の気持ちに対し後ろめたいながらもノートを受け取ってゴーハ社に帰還する。しかし、ノートの中身は遊我本人にしか理解できない落書きのようなメモばかりであり、結局ラッシュデュエルの削除方法が見つからないまま遊我たちに付きまとい続けることとなった。
ロアロミンの大ファンで、特にロアがお気に入りでライブに行ったりしているが、七冥館でのライブの際ロアの仕掛けた「セブンスロード・マジシャン」不正カード疑惑の発生およびオーティスの出現という大アクシデントにより、ゴーハ幹部として社員たちを率い対応に四苦八苦する姿も描かれていた（この時、仮面とマント姿に数瞬で着替え終わっていた）。
立場上ラッシュデュエルには批判的だが、デュエルに負けても心から楽しそうに笑っているヨシオを見たことで考えを改める母親の一面も見せている。
遊我たちの監視のためにネイルのゲームに参加し「ナンバーシックス」として遊我たちとラッシュデュエルを挑むはずが偶然ヨシオが加わったことでヨシオとラッシュデュエルすることになる。モンスター3体を揃えてヨシオを追い込んだはずが、ヨシオの新しいエースモンスターでラッシュデュエルを敗北する。そして、疲労して気絶するヨシオをルークが先にキャッチしようとするのだが、突き飛ばして、自分がキャッチし、その際仮面が割れてしまい遊我たちに素顔を見られ正体を告白する。
直後ゴーハ社の立場でありながら遊我の仲間だとネイルのAIに認識されてしまい、結果デュエルディスクにペナルティが一つついてしまった。ヨシオが彼自身の夢について作文を考えて一睡できずにその場で寝てしまったのを介抱し、家まで運んで行く際にヨシオに正体を言わないよう遊我たちに内緒だと約束させた。
第21話では謎の覆面アドバイザーMという戦隊ヒーローのような格好（ハート型のマークが入った仮面と全身ピンクのスーツ）で、遊我たちの前に現れセツリの庭を案内するかのようにポーズを取るがギックリ腰を起こしてしまい、ポーズをやめて去って行った。
第44話ではゴーハ社長の姿のままロアとラッシュデュエルを行うがもっと堪能したいと浮かれ気味のところゴーハ社長ドローンにラッシュデュエル終了まで洗脳されてしまい、自身のデッキに無い「バイス・ジャッカー」を入れられ使用するも敗北する。
第60話では図書館の受付係として働いていた所、「SEVENS」の本を読んでいたグルグルに遭遇し、本を献上してゴーハ社に返り咲くために彼にデュエルを挑むも、「ブラック・マジシャン・ガール」の魔術師コンボの前に敗北する。本自体こそ奪えなかったものの、その後はグルグルや遊我たちと共に本の内容を確認した。
第63話ではザ・ルークメンの被っていたマスクがゴーハ社の社長室に存在していたものだと思い出し、確信を探るためにロア、グルグルと共にゴーハ社に潜入。ロアがルークとラッシュデュエルしている隙を突いて社長室に潜入し、ザ・ルークメンのマスクが消えていたことを確認し、それを遊我たちに伝えた。
切り札は「治療の神 ディアン・ケト」がバブリーな姿となった「逆玉の神 ディアン・ケト」と「監獄の神 ディアン・ケト」。2500の攻撃力に加えライフ回復能力を持ち、蘇生カードで蘇るしぶとさも見せた。
西園寺 ネイル（さいおんじ ネイル）
声 - 松岡禎丞
ゴーハ市地下に広がる「セツリの庭」で遊我たちを待ち受けていた天才少年。11歳。自然の摂理に則って合理的なデュエルを行う。
3歳の頃、その頭脳のあまりゴーハのシステムをハッキングし、人工衛星を落としてしまう危険行為を働き、それを危惧した両親が彼に与えたのがデュエルであった。デュエルにおいてもその手腕をいかんなく発揮し、そこからゴーハ社にスカウトを受ける形でプログラマーとして所属することとなり、ゴーハデュエルの一切を取り仕切っていた。ホログラムのオーティスに「デュエルは変わる」と告げられ、ラッシュデュエルをアンインストールできなかったことから遊我の存在に行き付いた。
ラッシュデュエルに関しては社の意向に違わず、当初のミミと同様に完全抹消を図っており、遊我たちのアカウント抹消を狙い刺客を放った。ミミとはお互いに面識がなかったが、彼女が実はゴーハ社の幹部として「何があっても後悔しないように」と言いゲームに参加を認めた。ミミとヨシオがラッシュデュエルで勝敗に関係なく遊我に関連ある者たちにデュエルディスクにペナルティを与えた。
偽カイゾーを使って罠にこそ嵌めたものの本来は卑劣な手段は好まないらしく、チート行為を行った新太をバッサリ切り捨てる・ルークが猫山を撃破したところで「今日はもう遅いので帰って宿題でもしたまえ」と全員を帰宅させている。
遊我とのラッシュデュエルの際には、遊我がプログラムの羅列の中にワザと残した隙間から、自身が開発した新たな召喚法「マキシマム召喚」を使用し、召喚したモンスター「天帝龍樹ユグドラゴ」の圧倒的な力で遊我にワンターン・キルで勝利する。
その後、遊我との二戦目では遊我が新たな切り札「超魔機神マグナム・オーバーロード」をマキシマム召喚するも、自身の魔法・罠カードで「超魔機神」自体をデッキに戻し優位に立とうとしたが、それをリカバリーし遊我が再び召喚した「超魔機神」の一撃を受け、ついに敗北する。
決着後はカイゾーのデータを返還し、ガクト、ロミン、ルークのIDカードを元に戻し、遊我に関連ある者たちに付けていたデュエルディスクのペナルティも全て帳消しにした。なおこの際、あくまで対等であるためという理由からネイル自身にもデュエルディスクのペナルティを付けており、遊我に敗北したことでペナルティがMAXとなり、アカウントが停止することになった。
第44話では「ラッシュデュエルトーナメント」参加のための特別に新規のIDカードを再発行することで、遊我・ロアと共にチームを組み、「遊我ネイル with R」の名前で結成する。「ラッシュデュエルトーナメント」開催中にゴーハ社に届いたノートの差出人の詳細を遊我とロアと共に探し回っていた。第50話でガクトと当たりラッシュデュエルを挑むも、ガクトが発動した罠カードの効果ダメージにより、お互いのライフポイント0となって引き分けになった。
「ラッシュデュエルトーナメント」以降では中立の立場として遊我たちとゴーハ6兄弟の戦いを見守っていたが、第65話でユウオウから社長命令を下され遊我たちの前に現れ、遊我たちの代わりに名乗り出たアサナとラッシュデュエルを行う。魔法カードを駆使し何度も「天帝龍樹ユグドラゴ」をリカバリーする戦術でアサナを追い詰めるも、仲間たちの力を合わせた戦術の前に敗北。その後は自らゴーハ社を退社。デュエルディスクとIDカードを置いてその場を去っていった。
第69話では経緯は不明だがセバスチャンと共に馬井食堂に居候しており、ガクトたちにゴーハ社に入社する遊我に付いていく（共に入社する）ように伝えた。
第76話からは馬井食堂が始めた出前・配達サービス「ウーマーイーツ」の配達員となっており、ルークからの注文を受けて料理を送り届けた。
第79話では、ルークとゴーハ・ユウガのデュエルの際に、ユウガが発動した「死者蘇生」の効果の余波を受けてしまい、デュエルに関する記憶を封印されてしまう。以降はゴーハ社に復職し「セツリの庭」でプログラミングに没頭するようになっていたが、第83話にてセバスチャンによる、今までの戦いの記憶を辿るラッシュデュエルを通じて、無事に記憶を取り戻した。
セバスチャン
声 - 多田野曜平
ネイルの執事兼玉座のマッサージチェア型のドローン。一人称は「私」。
ネイルに心酔しており、彼に忠誠的である。表面的には「備わるべきは、お仕えする主を、勝利に導く合理性のみ」と感情の有無を否定しているが、ネイルのことになると感情的になる。
第三の刺客として遊我とデュエルし、玉座・椅子のあり方について語ると共に「暗黒の玉座」と「イスの冥王ダユー」のコンボで１ターンキルを狙うが敗北する。
その後ネイルに「これ以上傍にはいられません、粗大ゴミにして廃棄して下さい。ご安心下さい、私に代わる、新しいマッサージチェアを、至急用意致します」と廃棄処分を願い出るが、「私が傍に置いておきたいのは、マッサージチェアじゃない、君なんだ」と却下され彼の言葉に涙し「故障でしょうか？このようなプログラムはインストールされていません」と述べ、涙を流した。
第28話にてネイルの命を受け、教員免許を習得し、ラッシュデュエルクラブの顧問に就任した。遊我たちがラッパデュエット大会（闇のラッシュデュエル大会）参加のために第6小学校を赴いてから遊我とアサナのラッシュデュエルで遊我が負けてしまい、カイゾーと共に拘束される。
第34話ではアサナが使うマキシマムカードの真相をネイルから聞き出すために、遊我の使いでカイゾーと共に彼のもとに向かおうとするも途中で指圧帝国の刺客である地下子と遭遇し、ラッシュデュエルを挑まれるも敗北する。しかしこのデュエルはカイゾーを地下子から遠ざけ、1人でネイルのもとに行かせるように自らが囮となる作戦であった。この作戦は成功し、カイゾーがネイルのもとに到着したと同時に自身は森の中で力尽きるも、第38話でネイルのもとに回収された後に修理され、目を醒ました。
第65話ではユウオウから「社長服従プログラム」を無理やりプログラミングされ、自立機能を失い、さらに退職したネイルとも離れ離れにされかけるも、ネイルと共に居たいという忠誠心から自ら電源コードを引きちぎり「社長服従プログラム」ごと機能を停止させたが、第69話で遊我に修理され、ネイルと共に馬井食堂に居候している。
第83話では「死者蘇生」の影響で失われたネイルの記憶を取り戻すため、彼にラッシュデュエルを挑む。この際、ネイルから処分するように命じられるも、それをせずに取っておいた「天帝龍樹ユグドラゴ」のカードを使用し、デュエル自体には敗北するも、無事にネイルの記憶を取り戻した。
ゴーハ66（ゴーハ・ダブルシックス）
声 - 中田譲治
ゴーハ社の社員。常に仮面を付けている。定年を迎えた66人の社員（全員66歳）が縦一列に重なって並んでおり、それが名前の由来となっている。マキシマム山の坑道の奥に存在するゴーハ社のラッシュデュエルを含む全てのデュエルに関するデータが記録されたメインサーバーを支配・掌握するため、多数の重機ドローンを従い、ゴーハ第6小学校の炭鉱を調査していた。しかし、それを阻止しようと現れた重機デュエルクラブと大華によって全員倒されてしまい、さらにそこに現れたルークたちによりカイゾーを通じて自分たちの目的を全て暴かれてしまった。
エネルギー開発部ゴーハニウム課
日ごろ、怪しい実験をしている部署。実験室がゴーハ社では最下層である地下45階に存在しているため、他の社員からは45（死後）の世界と呼ばれている。劇物であるロミンのカレーを実験材料として回収したが、腹を空かせたルークに全て食べられてしまった。
Dr.ガンマ（ドクター・ガンマ）
声 - 高木渉
Dr.デルタ（ドクター・デルタ）
声 - 裕樹
Dr.ゼータ（ドクター・ゼータ）
声 - 山根雅史

### ゴーハ兄弟
第2シーズンより登場。6人全員が「ゴーハ宇宙小学校」出身の小学生であり、ゴーハ社の真の社長。元々は敵勢力であったが、ユウオウが単独で裏切ってからは彼以外の4人が遊我側に協力し、ユーガが目覚めて以降はユウオウも他の兄弟たちとともに遊我側に協力。第91話ではグルグルの記憶を取り戻したユーガも遊我側に加わった。
ゴーハ・ユウロ
声 - 江口拓也
ゴーハ兄弟・長男。自身が所持するマシンに乗りながら行う「ライディング・ラッシュデュエル」を得意とする。第54話では遊我にライディング・ラッシュデュエルを挑み、途中まで追い詰めるも敗北。その後、ユウオウに負けた罰として社長を解任させられたのちに「自由を追い求める」と言い残してマシンを飛ばして去っていったが、第55話でゴーハ第7小学校に転入してきた。
第69話からは「ゴーハ社に入社する」というユウオウの提示した条件を遊我が受け入れたことで、ユウガ以外の他の兄弟と共に社長に復帰している。
第90話では遊我たちが月に行く際、月面でオーティスが待ち構えていることを予想し、対抗手段としてラッシュデュエルロボの強制ギブスを遊我に渡した。
ゴーハ・ユウジーン
声 - 矢野正明
ゴーハ兄弟・次男。ランニングマシーンで走りすぎた勢いで宇宙船から海に落下、そこで出会ったイルカのイル男と競い合い、お宝であるイルカ（海竜族）デッキを譲り受けた。その後、遊我にラッシュデュエルを挑むも、遊我が泳げないという理由からルークに交代。自身のエース「海竜－ダイダロス」の効果と、フィールド魔法「海」をドローすれば勝利できていた状況にまでルークを途中まで追い詰めるも、「海」ではなく「小川」を引いてしまったため、敗北。その後は負けた責任を取って社長を解任した後に、海の中に落ちて行った。その後、経緯は不明だがゴーハ水産小学校の間黒七海の漁船に乗り、共にマグロを釣り上げていた。第62話ではユウオウとユウガを除いた極秘会議に参加し、兄弟との再会を果たした。また間黒七海とは仲良くなった影響か、語尾に彼の口癖である「〜ツーナ」が付くようになった。
ゴーハ・ユウカ
声 - 唯野あかり
ゴーハ兄弟・長女。一見聡明に見えるが内面は熱血漢な性格。野球好きで、デュエル中も自らウグイス嬢・実況・解説役をそれぞれこなしている。使用するデッキも「ズバババッター」｢ガガガガイヤ」など、野球に因んだ名前とビジュアルをした炎属性・戦士族を中心としたものであり、エースモンスターは「背番号39 球児皇ホーム」と「背番号99 球児皇龍ホームグランドラ」。それらのエースモンスターのアドバンス召喚の向上では、「低めを2球見送って、オーバーフェンスを予告。アドバンス召喚だ。」と述べている。
第56話ではルークが勝手に遊我たちを巻き込んで参加したゴーハ市の野球入団テストに現れ、遊我たちの中から指名したロミンとラッシュデュエルを行った末に勝利。ゴーハ兄弟側で初の勝ち星を得た。その後、デュエルを通してロミンへ野球の才能を見出したことから契約書にサインを書かせようとするが、彼女からは逃げるかのように拒否されてしまった。第61話では自分たちを差し置いてユウオウが単独で行動していることを知り、改めてゴーハ兄弟の結束を知らしめるために遊我たちの前に現れ、ロアとラッシュデュエルで対決した末に敗北した。なお、ロアロミンのことは一切知らなかったらしく、遊我たちを驚かせた。
ゴーハ・ユウラン
声 - 斉藤壮馬
ゴーハ兄弟・三男。普段は口数が少ない物静かな性格であり、デュエルを行う際も周囲からは彼に付き従う女将ドローンの指示に従う形で行うように見えるが、実際は相手の戦術・行動パターンを事前に研究・分析し、常に相手の一手先を読み、相手が勝利を確信した際の隙を狙って斬り返す優れた戦術家。エースモンスターは「千年の盾」。また剣道の達人でもあり、数十人の剣道部の部員に囲まれた際にそれを一瞬で倒している。第57話ではゴーハ市の剣術大会の場に現れ、ガクトとラッシュデュエルを行った末に勝利。ゴーハ兄弟側で二つ目の勝ち星を得た。第62話ではユウオウとユウガを除く兄弟全員で極秘会議を行い、ユウオウを社長の座を剥奪させようと結託するも、ユウオウ側にこの会議の模様をハッキングされた女将ドローンを介して全て知られてしまったことから、逆にユウオウのラッシュデュエルの敗北の代償を一方的に押し付けられ、社長を解任させられてしまい、その後、宇宙船から落とされてしまった。
第66話では、フュージョン召喚とザ☆ルークメンの誕生の経緯を自身の見解で遊我たちに語った。
ゴーハ・ユウオウ
声 - 山下大輝
ゴーハ兄弟・四男。傀儡人形を操る人形使い。他の兄弟とは違い、一人だけ社長ドローンと共に裏で暗躍している。表向きではエースモンスターは「大逆転の女神」であるが、実は他の兄弟には内緒で独自の召喚法である「フュージョン召喚」の研究を進めており、遊我とのデュエルにてそれを初披露。真のエースモンスターである「メタリオン・アシュラスター」をフュージョン召喚し、遊我のマキシマムモンスターを下して勝利。ゴーハ兄弟側で三つ目の勝ち星を得た。しかしその後、ユウカがロアに敗北したことで同点となったことで、第62話では単独で遊我たちにラッシュデュエルを挑もうと現れるも、そこに突如現れたザ・ルークメン（ルーク）の横槍が入り、彼と戦うこととなる。前回とは別のフュージョン・モンスター「メタリオン・ヴリトラスター」を召喚するも、ザ・ルークメンが新たに召喚したフュージョン・モンスター「超撃竜ドラギアスターF」により、敗北する。その後は敗北したことによりユウランからゴーハ社長の権限を剥奪されかけるも、自身が所持していたユウガの「社長バッジ」から社長の座を保持する。さらに社長ドローンを介して女将ドローンをハッキングし、自身とユウガ以外の兄弟間での極秘会議をしていたことを知ったことから、自身のラッシュデュエルの敗北の代償をユウランに押し付けると同時に彼を社長を解任させ、宇宙船から落とさせた。
第67話ではザ☆ルークメンが敗れた後、宇宙船で逃げようとした所、降り注ぐゴーハ流星群と共に帰還したカイゾーが宇宙船に突っ込み、冷蔵庫に保存されていた「プリマギターナカレー」を起爆したさせたことで宇宙船が墜落。敗北を認め、ラッシュデュエルロボの強制ギブスの電源を停止させた。
上記の振る舞いから、他の兄弟たちとは完全に袂を分かち、以降はザ☆ルークメンと社長ドローンと共に行動していたが、敗北後でも自分に対して優しくしてくれる他の兄弟たちに戸惑いと疑りを感じていた所、美少女ロミンとガクトに遭遇し、成り行きで二人に相談をした所「サプライズ・パーティー」の準備をしてくれているというロミンの答えから、この日が自分の誕生日であったことを思い出す。その後、二人との特訓を通じて感謝の気持ちを伝えることを学び、宇宙船に帰還後、本当に自身の誕生日パーティーを企画してくれていたユウガ以外の他の兄弟たちに笑顔で感謝の言葉を伝えた。
第77話ではゴーハ社の地下工場で暴走したグルグルとラッシュデュエルを行い、彼を元に戻すために「死者蘇生」のカードを使用し、元に戻すための呪文を唱えるが、その呪文が原因となりグルグルの中に封印されていたゴーハ・ユウガを目覚めさせてしまい、逆転負けを喫する。この際、ユウガが使用した「死者蘇生」のカードの影響を受け、デュエルに関する全ての記憶を封印されてしまい、人形で遊ぶ純粋な子供になってしまったが、ミミが見つけてきた「SEVENS」の書物のデータを見たことと、空から落ちてゆくユーガの姿を見たことで、記憶を取り戻した。
ゴーハ・ユウガ
声 - 伊瀬結陸
ゴーハ兄弟・五男。爬虫類族を中心としたデッキを使う。幼少時、勝利のためなら手段を選ばないデュエリストたちの姿を見たことで「勝つ事が正義」という考えを植えつけられた影響により、他の兄弟とは対照的に好戦的で凶暴な性格となった。ある時、より多くの勝利を求めるためにゴーハ社の地下工場で禁忌とされている「死者蘇生」のカードを精製した所、他の兄弟たちに阻止され、同じく「死者蘇生」のカードを所持していたユウオウによって、デュエルに関する全ての記憶を封印され、社長バッジとデュエルディスクを回収された。この時、他の兄弟たちも死者蘇生の記憶封印の効果を受けてしまったことから、彼に関する記憶が封印されていた。
復活後は「死者蘇生」のカードを使用してガクト、ロミン、オーティスなど、各デュエリストたちの記憶を封印して回っていたが、遊我とルークがラッシュデュエルを通して各デュエリストたちの記憶を取り戻したことにより、自身の思い通りにいかないことに苛立ち始める。さらに記憶の奥に眠っていたグルグルの時の記憶とゴーハ兄弟との思い出に苛まれ、空から落下した後、ゴーハの町を彷徨っていた所をハイヤー幽霊子に拉致され、磔にされた所で、記憶を封印された演技をしていたオーティスと再会する。その後、第90話にて他のゴーハ兄弟から拘束を解かれ、救助された。この際、記憶が戻りかけているためか、語尾に「グリュ」が付くようになった。第91話では宇宙に向かおうとした他の兄弟たちに加わり、遊我たちに協力した。
詳しい詳細は「グルグル」を参照。
女将ドローン
声 - 河野茉莉
ゴーハ・ユウランに付き従うドローン。女将のような格好をしており、語尾に「どすえ」と付ける。普段から口数が少ないユウランの代わりに会話および解説役をすることが多い。第63話ではユウオウによるハッキングを受けた影響か、壊れかけの状態で遊我たちの前に現れ、その後遊我に修理してもらった。

### オーティスとその配下
オーティス
声 - 浪川大輔
都市伝説として語れている「イセキ」で、デュエルの王として遊我とデュエルし、ラッシュデュエルという新しいルールのインストールを認めた。ゴーハの開発部でゴーハデュエルを生み出し、「セブンスロード」シリーズを考案した男。かつて幼い遊我が観覧していたゴーハのデュエル大会で、「セブンスロード・マジシャン」を使い勝ち続け、決勝戦で不正が発覚（デュエル憲章第60章「ゴーハデュエル関係者が、大会に出場することを禁ずる」に違反したため）し、連れ出される瞬間「世が世なら、私はデュエルの王となっていても、おかしくないのだ」と発言して高笑いし、その後遊我を見て「悩める少年よ、進むべき道は、常に、心の中にある。己のロードを切り開け！」と「セブンスロード・マジシャン」を投げ渡した。遊我の「セブンスロード・マジシャン」の召喚口上も先に彼が発言しており、遊我は彼のを真似ていた模様。その奇抜な格好から大会で観客に「コスプレかよ」と突っ込まれていた。その後「イセキ」にてホログラムとして再会していた。
ロアの策略により、遊我が持つ「セブンスロード・マジシャン」に非公認カード疑惑がかけられいる最中にライブ会場から「イセキ」ごと再び現れ、自身がゴーハ社所属中に開発した「セブンスロード」シリーズの一つであることを明かし疑惑を晴らした。現在はゴーハと縁を切ったのか、遊我とロアのデュエル後ミミを含めたゴーハの人間に「イセキ」ごと捕らえられそうになるも逃亡を図った。
第24話では、ルーク・ロミン・ガクトからマキシムカードについてヒントを得るためのバトルロワイヤルのラッシュデュエルを挑む際に、ホログラムの同じ人格を2人分身として生み出して3人同時に相手することになるも敗北し、彼らにヒントを授けた。
第43話では本人として登場。「ラッシュデュエルトーナメント」の遊我の不参加に不甲斐なさでラッシュデュエルの再戦を挑み、説教するかのように圧倒的に追い込んでいくも遊我に逆転され敗北。後に大会スタッフにより身柄を拘束されたが、第44話のミミ（ゴーハ社長の姿）とロアのラッシュデュエルが終わった直後に独房部屋からイセキを使って脱走を図った。後に遊我とルークの「ラッシュデュエルトーナメント」決勝戦でラッシュデュエルのアンインストールを企てるため、ゴーハ社に「ラッシュデュエルトーナメント」を提案したノート、ゴーハ66に偽の「サーバー管理システムはマキシマム山にある」メモ用紙を送って撹乱した隙にゴーハ社のサーバーをハッキングし、月面に存在するラッシュデュエルロボをドローンを通じて破壊。ラッシュデュエルのアンインストールに成功しかけるも、遊我がラッシュデュエルを再インストールしたことで失敗に終わる。その後は決勝戦が終わるのと同時に姿を消すが、「イセキ」で遊我が呼びかけた際に姿を現し、グルグルとラッシュデュエルを行い敗北し、「死者蘇生」の儀式を通じて記憶を失ったと思われていたが、実際は演技であり、月面のサーバーが次々に誕生する新しいデュエルシステムに侵食され、パンク寸前となった頃にユーガとナナホを拉致し、彼らの前に姿を現した。この時、ユーガに「死者蘇生」のカードは自身が創造したカードであること、故に自分に「死者蘇生」の儀式は通じないということを告げた。
第90話では自身を模した巨大ロボに宇宙子たちと共に搭乗し、宇宙船に乗って月に来た遊我たちの前に現れ、月面上で最後のラッシュデュエルを開始する。この時、時代が進むにつれてゴーハデュエルのルールが複雑化し、子供たちの手から離れてしまったことに絶望したことから、全てのデュエルを一度消滅させ、作り変えることが自身の真の目的であることを遊我たちに明かした。
その後は戦国時代に飛ばされ、武者同士の戦いに怯え耐えない年月を過ぎていき、長い間その時代に暮らしていた。見た目は被っているヘルメットはそのまま口周りに髭を生やす格好と大殿風の着物を着こなす姿に変わり、さらに自身の名前を漢字として「翁丁臼（おうてうす）」に変えた。詳しくは次回作『ゴーラッシュ!!』の「翁丁臼」を参照。
どことなく、DMの海馬瀬人やモンスターカードであるカイバーマンを彷彿させるデザインをしており、口癖も「ふぅん」など共通点があった。当初はレアカードの高い「青眼の白龍」・「真紅眼の黒竜」・「デーモンの召喚」などを使用していたが、月面上での遊我たちとのラッシュデュエルの際には、遊我が使用するものとは別配色の「セブンスロード・マジシャン」を中心とした魔術師デッキを使用。切り札は「セブンスロード・マジシャン」と「ダークネス・ゼロローグ」を素材としたフュージョン・モンスター「マジシャン・オブ・ダークセブンス」。
「宇宙子」シリーズ
全員が似たような容姿をしており、声優が森永千才で統一されている。第88話にて全員がオーティスと共に姿を現し、彼の配下であることが明らかとなった。しかし忠誠心はなく雇われアルバイトの傭兵のような存在に過ぎなかったようで、第91話でデュエル中にナナホの暗躍により時計の時間を操作され、仕事の終了時間が来たことで「定時なので仕事は終わりピポ」「サービス残業はお断りマグ」「コンプラ違反ギョ」とオーティスの制止も振り切り、それぞれあっけらかんとどこかへ飛び去って行った。
ヌードル 宇宙子（ヌードル そらこ）
声 - 森永千才
セツリの庭にあるゴーハ社員に大人気のラーメン店「宇宙軒」の店長の女性。「〜ピポ」が口癖。
彼女の作るラーメンは絶品とゴーハ社員の間でも既に有名となっている。
登場当初天井から吊り下げられたUFOのような形態をしており、さらにラーメン星雲・メンメン星から来たと説明している。
遊我たちおよび同行していた麺三郎にラーメンを振舞った後、「お腹も膨れたし」とデュエルを挑み、麺三郎と対決。フィールド魔法「宇宙」を発動し、宇宙でのラーメンデュエルが開始された。
デュエルの最中、自身を宇宙人（異星人）であることを説明したのちに「エネルギー源であるライフポイントが尽きると宇宙に帰れなくなる」などの発言から麺三郎に迷いを生じさせる。
さらに切り札の「コズミックストリング・ヌードルイダス」の全体除去効果と2500の攻撃力で攻め立てるが、遊我の檄で迷いを振り切った麺三郎の新たなエース「火麺上忍カエダマゴックブート」の攻撃を受け、敗れる。
このデュエルは奇しくも「炎族」使い同士のミラーマッチであり、放送後の「遊我とルークのモンスター研究所」にて「2人のデッキのカードの相性は良い」ことが言及された。
ロミンや学人からは宇宙人設定の不思議ちゃんではないかと思われていたが、デュエル後に補給船である母船が迎えに来たことから、本当に宇宙人であったことが明らかとなった。
なおルークの問いに彼女が答えておらず、ネイルからの言及が無く、彼の刺客だったかどうかは最後まで不明であった。
フィンガー 地下子（フィンガー ちかこ）
声 - 森永千才
指圧帝国からやってきた地底人の女性。ゴーハ第6小学校の地下警備を担当している。ドリルを変形して掘削する。外見と喋り口調は宇宙子と似ていて「マグ」が口癖。マグマと指圧マッサージをモチーフする地属性炎族のデッキを使う。セバスチャンが「ネイル様のところにいた宇宙子さんでは」と発したことから「うちゅうこと書いて宇宙子なんて知らない」と返して同一人物ではないと否定していて、名前の漢字まで知っていたかのように瓜二つの宇宙子との関係は不明。
ゴーハ6小から脱走を図ったセバスチャン、カイゾーと遭遇し、6小からの刺客としてセバスチャンとデュエルをするも、このデュエル自体がカイゾーを彼女から逃がすためのセバスチャンの作戦であり、結果的にはセバスチャンにデュエルで勝利するも、カイゾーを取り逃がしてしまった。その後は定時の時刻が来たため、直帰で地底に帰っていった。
スイーツ 過去子（スイーツ かここ）
声 - 森永千才
自称・古代文明からやってきた土偶のような服を身にまとうスイーツ系女子。外見と喋り口調は宇宙子、地下子と似ていて「カコ」が口癖。容姿は宇宙子、地下子と瓜二つだが二人との関係は不明。ゴーハ第7小のモニターを通じて、ゴーハ社がラッシュデュエル大会を開催することを遊我たちに伝えた。
その後はラッシュデュエル大会の司会進行を務めていたが、第46話ではゴーハ66の刺客としてルークたちの前に立ちはだかる。その姿を見た麺三郎が、かつてデュエルを通じて意思疎通をしたヌードル宇宙子と誤解し、涙ながらに再会を喜んだ所をハニワを落として突っぱねたことから、友人として怒りを覚えたニックとデュエルし、敗北。デュエル後に戦いを通じてスイーツと彼女の魅力に惚れたニックに告白されるも、過去に戻らなければならない時間が来たことから、その場から走り去り、閃光と共に姿を消した。
フラッシュ 海深子（フラッシュ うみこ）
声 - 森永千才
ゴーハ社総務部庶務6課、通称「ショムム」に所属する女性。ラッシュデュエル大会では途中で過去に帰ったスイーツ過去子に代わり、司会進行を務めた。ウナギを模した潜水服に身を包む。これまで同様、外見と喋り口調は宇宙子、地下子、過去子と似ていて「ギョギョギョ」が口癖。
本性はズボラで不真面目かつ適当な性格。社内においての職務および素行が全て雑であったため、それを見かねたガクトとデュエルを行い、敗北。ガクトのデュエルを通して改心したと思いきや、全く改心しておらず、悪態をつきながら海へと泳いで去っていった。
ハイヤー 幽霊子（ハイヤー ゆれこ）
声 - 森永千才
オーティスの配下であるハイヤー乗務員。これまで同様、外見と喋り口調は宇宙子、地下子、過去子、海深子と似ていて「ユレー」が口癖。過去の記憶の混濁で町を彷徨っていたユーガを回収した後に催眠ガスで眠らせ、オーティスの元へと送り届けた。
コンボイ佐川（コンボイ さがわ）
声 - 森永千才
オーティスの配下である巨大ロボット女子。外見は巨大ロボットの胸部に顔が付いているという、他の宇宙子シリーズたちと違った姿をしている。

### その他
ロアロミンのメンバー
ロミンとロア、バックメンバーの月太とウシロウを加えた演奏バンドメンバー。第10話から第13第までのラッシュデュエルの権限を賭けた遊我・ルーク・ガクトの3人のチーム戦で挑み、敗北する。
第44話では月太がウシロウに呼び戻され、共にラッシュデュエルトーナメントに参加するも、ロアがオーティスの居場所を聞き出すために単独でゴーハ社社長（ミミ）にラッシュデュエルを挑んだこと、デュエル中に月太とウシロウが自身と重ね合わせていた「ロイヤルデモンズ・インベイジョン」と「ロイヤルデモンズ・ヘヴィメタル」をロアが召喚直後にリリースしたことから、「ロアは自分たちのことを駒としか見ていない」と思ってしまい、二人は再びロアから離反するも、決勝トーナメントの出来事（後述）から再びバンドメンバーが集結した。
霧島 ロミン
「霧島ロミン」を参照。
霧島 ロア（きりしま ロア）
声 - 古田一紀
人気バンド「ロアロミン」のボーカル兼リーダー。ロミンのいとこ。ファンサービスで個性的なキャラクターを演じたり遊我たちを虚偽で陥れる策略を用いるも、卑怯なだけではなくデュエルの腕そのものも一流のものを持っている。
ロックバンドをイメージした「ロイヤルデモンズ」という悪魔族のシリーズカードを使い、切り札はモンスター破壊とパワーアップ能力を併せ持つ「ロイヤルデモンズ・ヘビィメタル」。自分のターンが回ってくると「偉大なる俺様のターン!」、ドローの時は「神々しき、ドロー!」「華麗なる、ドロー！」と言う。
デュエルのキングとラッシュデュエルの所有権を得て「ロア・ラッシュデュエル」にすることを目論む。
ロミンが歌音痴だと秘密を握っており、それを付け込んで彼女を利用している。ロミンを使ってルークに都市伝説・デュエル王の伝説を吹き込ませた張本人（寝ている間に耳元で囁いて暗示）。小さい時にオーティスが乱入したデュエル会場にいた時に遊我も同じ場所にいたことや彼から「セブンスロード・マジシャン」を貰えなかったことがきっかけで、遊我をライバル視するようになり、初ラッシュデュエル対決の際には「セブンスロード・マジシャン」を公認カードと知りながら非公認カードとして遊我を敗北させようとハンデス＆強制的にドローさせる戦法でそのカードを手に取らせようと追い込んだ。ライブ会場の中に現れたオーティスが「セブンスロード」シリーズについて語ったことで策が破れ、遊我と本気のラッシュデュエルを挑み実力を見せつけるが敗北する。
ゲッタ脱退の際はあっさりドラムロボットの導入を目論んではいたが、新メンバーを入れる様子もなく、本心ではゲッタの帰還を待っているかのような描写であった。
第44話ではゲッタとウシロウと組んで「ラッシュデュエルトーナメント」を参加し開会式の直後にオーティス解放を条件としてゴーハ社長（ミミ）とラッシュデュエルを挑む。相手モンスター全体除去の効果を持つ「ロイヤルデモンズ・デスドゥーム」で勝利するが、その効果を発揮するためにリリースした「インベイジョン」と「ヘヴィメタル」を月太とウシロウを捨て駒のように扱われた不満にチームを抜けていった彼らを追わず、新たに遊我・ネイルとチームを組み、「遊我ネイル with R」の名前で結成する。
第49話での決勝戦ではロミンと戦い、敗北するも、デュエルの途中でロミンから「一人ではステージに立てない」と指摘されたこと、ステージから落としたマイクスタンドをゲッタとウシロウから受け取ったことから、自身を支えてくれていた「インベイジョン」と「ヘヴィメタル」の大切さを見直し、バンドメンバーと共に戦ったことをキッカケに彼らとの絆を取り戻した。
第61話ではロミンが敗北した因縁から、ゴーハ・ユウカとラッシュデュエルを行い、勝利。遊我側に勝ち星を与え、引き分けに持ち込んだ。
第63話ではザ・ルークメンの正体を探るためにミミ、グルグルと共にゴーハ社に潜入するも、そこでユウオウにスカウトされたルークと遭遇し、ラッシュデュエルを行い、敗北する。
第75話では遊我がゴーハ社長の最後の一人なのではないかという疑惑からロミン、ガクト、ミミと共に遊我のもとに行こうとした所、すれ違いでアサナに遭遇し、彼女から黙って勝手に秘密を探ろうとしたことを咎められ、それでも行こうとした所を止められる形でアサナにラッシュデュエルを挑まれる。途中まで追い詰められるも、アサナが自分たちと同じく単独で遊我に会おうとしていたことを見抜き、そこから新たな切り札「ロイヤルデモンズ・ハードロック」をアドバンス召喚し、逆転勝利する。しかし後にこの一連の行動がロミンに変装した七星ナナホによる策略であったことが判明し、結果的にナナホの掌の上で踊らされたことをアサナに謝罪。その後、彼女と握手を交わし、和解した。
第79話では、ルークとゴーハ・ユウガのデュエルの際に、ユウガが発動した「死者蘇生」の効果の余波を受けてしまい、他の面々と共にデュエルに関する記憶を封印されたと思われていたが、実際はルークと同様にラッシュデュエル誕生前から遊我のことを認知していたことから封印されておらず、遊我との因縁とロミンがソロデビューしたことから、デュエリストとしてもミュージシャンとしても選ばれなかったことを思い知り、自信を失ってしまう。それをキッカケに上記の記憶封印を口実に全てを0からやり直そうと思ったことから、第84話で遊我に指摘されるまで記憶を無くしたフリをしていた。その後、ライブ会場に乗り込んできた遊我とのラッシュデュエルを通して、遊我、ミミを含めた今まで応援し続けてくれたファン、バンドメンバーの月太とウシロウに鼓舞されたことをキッカケに自信を取り戻し、マキシマムもフュージョンも使わず、今まで共に戦ってきた「ロイヤルデモンズ」の力を総決算し、遊我に勝利した。
最終話ではバンドメンバーと共に中学校に進学。校庭で許可なくゲリラライブを行い、ガクトに注意されていた。
御前乃 ウシロウ（おまえの ウシロウ）
声 - 滝澤諒
ロアロミンのベーシストで、目元の隠れた長髪といった容姿をしている。自分は影が薄い存在だと考えネガティブになっており、ライブ中も後ろ向きで演奏しているらしい。
切り札は2600の守備力を持ち、自身を手札に戻すことでバーン＆魔法・罠除去能力を発動する「邪影ダーク・ルーカー」。
遊我たちとのチーム戦ではトップバッターを務め、怪談・都市伝説にちなんだアンデット族のハンデス＆バーン（効果ダメージ）デッキでルーク相手に怪談デュエルを行った。
相手に「お前」など、自分の名前を呼ばれない場合「お前の後ろだ（御前乃ウシロウだ）ー！」と返している。自身と同じ名前の罠カード「オマエの後ろだ！」がお気に入りとのこと。
ルークに敗北するも彼のライフを残り300まで削る実力を見せ、名前を憶えられたことで晴れやかな笑顔を見せていた。
平 月太（たいら げった）
声 - 三浦礼
ロアロミンの元ドラマー。ロアとは幼い頃から友人でロアに次ぐバンドメンバー。愛称は「月太ちゃん / ゲッタちゃん」。デュエルでは、背中にドラムを乗せたカブトムシの雷族のデッキを使う。雷にちなんだ用語を使い「バリバリ」や「ビリビリ」「電撃召喚」と言う。
ロアの指示でロミンの本領発揮を引き出すためにロミンの楽屋に置かれた食料を全て「平らげた」。また遊我とロアのデュエルでは「セブンスロード・マジシャン」がエラーカードになるよう裏工作も行っていた。
ロアに対して「幼き日にデュエルする約束を守らなかった、メンバーなのにポスターに載せて貰えない、ライブじゃ照明を当てて貰えない、バンド名に入っていない、七冥館の時デュエルさせて貰えなかった」などの理由で日頃不満に思っておりその不満が爆発し、元来目立ちたがり屋の性格であるためロアの引き立て役に過ぎない自分に嫌気がさしバンドを脱退する。
自分のプログラミングの腕を認め評価してくれたネイルの部下となり、第二の刺客として登場する。
穴に落とされ強制的にネイルに連れてこられた遊我・ルーク・ガクトと再会するも「バックバンドの人」などと忘れられており、ロアロミンのメンバーだったと知るやいなや「御前乃ウシロウ!」と間違われていた。
後から同じく穴に落とされたロミンとロアが登場し、ロアがデュエルを買って出たことで、バックに「ゲッター!」と叫ぶコーラス隊（ゴーハ社員）を従えお互いのデュエルを知り尽くした彼とデュエルする。
デュエル中自分より何でもできる彼のことが「大好きだった」と認めながらも、彼のデュエルに敗北する。敗北後穴に落とされロアに手を捕まれ「帰ろうよ、月太ちゃん」と言われ一瞬希望に満ちた表情を見せるも、「お前を裏切った」と罪悪感を抱え後ろめたくなっていたが、「俺様には、お前がいないと、ダメなんだ」と言われ胸打たれ改心し和解しそうになるが、彼が高性能ドラムロボを作って貰おうとしていた（遊我に）と知ると（ルークの大声のせいで）「次に会うときこそ、バリバリのビリビリに、してやるからな!」と言い残し自ら手を振りほどき落ちて行った。
グルメ仲間
麺三郎・寿司子・ニックの3人組。第45話では「グルメ仲間チーム」の名前でラッシュデュエルトーナメントに参加する。
大森 麺三郎
「大森麺三郎」を参照。
巻 寿司子（まき すしこ）
声 - 内山茉莉
麺三郎のグルメ仲間。和風な格好をした女性。一人称は「私」で、口癖は「〜でございます」。ロアから出演を依頼され麺三郎と共にやって来た。ライブ会場の観客たちに手巻き寿司を配布させ、ロミンの本領発揮を引き出すために食欲を注ぐ役を担う。
第28話にてテレビドラマ「板前事件簿 お寿司連続殺人事件 叩かれたカツオが残した謎のガリ伝説」を観ようとした所、ロックフェス中継と時間帯が被ったことからチャンネル権を懸けてロミンとラッシュデュエルを行い、（同じくドラマの視聴者であったルークの横槍も加わり）勝利する。切り札は相手のLPが4000以上の場合、相手のモンスターを一体破壊しその攻撃力分のダメージを相手に与える「特上寿司天使ガリブエル」。
八木 ニック（やぎ ニック）
声 - 塩崎智弘
麺三郎のグルメ仲間。ウェスタンな格好をした、言葉が訛った男性。寿司子と同様、麺三郎と共にライブ会場にやって来た。手にバーベキューの肉を刺した串を持つ。
第46話ではゴーハ66の刺客としてルークたちの前に立ちはだかったスイーツ過去子とデュエルし、勝利。デュエル後、戦いを通じてスイーツと彼女の魅力に惚れたことから過去子に告白するも、直後に過去子が過去に戻らなければならない時間が来たことでその場から走り去って消えてしまったため、彼の恋路は叶わずに終わってしまった。
プリンセスG / プリ崎ギブ美
声 - 河村梨恵
ロミンが憧れるデュエリストでもあるギタリストの女性。かつてはゴーハ社の音楽プロダクションに所属し、ドラマに出演するなど他ジャンルの活動も行っていたが、ラッシュデュエルを抑制しようとするゴーハ社の方針に反発したため、ゴーハ社を解雇される。その後、自身がカードを与えたロミンのことを見守るためにプリ崎ギブ美としてゴーハ第7小に教育実習生として潜入する。自身のドジっぽさの動きを見せながらロミンのデッキから散らばって落としたのをカードを拾い上げるその中に「CAN:D」のカードを忍ばせておき、彼女のラッシュデュエルを見守った後に学園を去っていった。
第79話から、ロミンが記憶を失い、ソロデビューをすることになった際には、彼女のレコーディングにサポートミュージシャン兼プロデューサーとして参加している。
馬井食堂の店主
声 - 郷田ほづみ
ラーメン店・馬井食堂を経営する無精髭を生やした冴えない男性。新市街に出来た「AIレストラン」に客を取られ閉店に追い込まれるが、遊我と麺三郎のラッシュデュエルに感化され、「夢中になってる君たちを見ていたら、目からナルトが落ちた気分だ（実際に衰弱状態のほぼ無意識の時に目に付いていた）」、「俺も、美味い、早い、面白いそんなラーメンを作りたくなったよ」と「ラッシュラーメン」を作って続けると奮起し、後日そのラーメンと麺三郎の口コミのおかげで人気ラーメン店へと返り咲く。
カンの祖父
声 - 浦山迅
幼い頃のカンに恐竜の知識を教えた。
節子ばあちゃん
声 - 河村梨恵
ゴーハ市にいちばん古くから住んでいる老婆。ルークの知り合い。
猫山 シュレディンガー（ねこやま シュレディンガー）
声 - 中島ヨシキ
ネイルからの第一の刺客。猫の被り物をしており語尾に「ニャ」と付ける、掴みどころのない謎の人物。
敗北が即アカウント停止となるデュエルを挑み、ルークと対決。
「シュレディンガー」の語源を意識してか、OCGに登場したドラゴン族モンスターのパロディのような猫型モンスターたちを投入した獣族デッキを使用。
切り札は罠カードを使いまわす効果を持つ「妖眼の二又猫」で、罠カード「迷い猫」でルークを翻弄するが「穿撃竜バンカー・ストライク」で実質的に効果を無効化され敗れた。
六葉 タダシ（むつば ただし）
声 - 森功至
六葉アサナの曾祖父。幼少の頃のアサナを重機に乗せつつ街の景色を見せ、六葉重騎の仕事について教えた。ムツバ重機がゴーハ社に接収されたあとは、ゴーハ市で六葉自転車を経営していた。KGCとは深い関わりがあり、幼い頃のアサナに同い年のタイガーを紹介した。
蒼月 学玄（そうげつ がくげん）
声 - 花江夏樹
学人のご先祖。蒼月流の創始者。戦国時代において勝ち筋を導き出した。
次回作ゴーラッシュにも登場し、その詳細は次回作ゴーラッシュの「蒼月学玄」を参照。
上城 暁範（かみじょう あきのり） / ギャバン
声 - 大塚明夫
ルーク、タイガーの曽祖父。千年以上の歴史を持つ世界的な歯車の企業「KGC（カミジョウ・ギヤ・カンパニー）」の現総帥。大事なことは3回言う癖がある。
何事も歯車に結びつける癖があり、その度にタイガーから諌められている。長兄であるルークには歯車職人への道を歩んで欲しいと思っている。
第88話ではゴーハ第7小学校の地下にタイガーと共に現れ、ルークの腕時計がKGC社の欠陥商品であったことを告げた。
遊我の母
声 - 恒松あゆみ
遊我の母親。第76話にて初登場。初対面の際、遊我の家族について知らなかったルークは驚いていた。

## 用語

### 世界観
ゴーハ市
遊我たちの住んでいる都市。ゴーハ社がほぼ掌握している。
ゴーハ社 / ゴーハ・コーポレーション
ゴーハ市の大企業。デュエルディスクを介して発信されるユーザー情報を完璧に管理している。実力さえあれば未成年でも採用する場合がある。オーティスが企てた「ラッシュデュエルトーナメント」を提案したノートと真の目的であるラッシュデュエルの完全削除で、それを知ったゴーハ市の住民たちからの反発を買った影響により、大会終了後に会社の業績を悪化する一方となった。
イセキ / 遺跡
遊我がホログラムの男オーティスと戦った石碑のようなものの場所。元々はビルの地下にあったが遊我のデュエル後から再び訪れた時には何処かへと消えてしまっており、いつの間にかただの空洞になってしまいカイゾーに捜索させても何も発見できなかった。
満月が出る夜の日になると出現するようになる。
扉
ずっと昔ゴーハ社のエンジニアがデュエルのシステムに作った秘密のドア。それを見つけた者はデュエルの王になれると言われている。遊我がホログラムの男に勝利したため既に開かれているが、場所は不明。
ドラギアスカレー
ロミンがルークと仲直りのためガクトや蘭世、凛之介と協力しながら作った、見た目が毒々しい青いカレー。見た目に反して、変わった味だが上手い（「遊我とルークのモンスター研究所」では、ルークは「モンスター級の上手さ」と評していた）。名前はルークが「青は連撃竜ドラギアスの色。このカレー、ドラギアスカレーと命名しよう!」と命名。
最終的にはロミンの余計なアレンジによってカレーが大増殖、マンション中を埋め尽くす洪水のようになってしまった。
第60話では新たに「プリマギターナカレー」を作り出したが、第67話でカイゾーが宇宙船に突っ込んだことで起爆してしまい宇宙船をカレー塗れにしてしまった。
第90話ではミミの発案から、宇宙船を起動させるためのエネルギー源として「ドラギアスカレー」と「プリマギターナカレー」がそれぞれ使用された。
ルーク・デ・ビール
1日2回まで左手で触れるだけで機械を壊してしまうという能力。ルーク自身は「左手に悪魔が宿っている」と触れ回っているが、遊我はパウリエフェクトに拠るものと推測している。第22話で今までルークが付けていた腕時計は「ひいじい様からもらったもの」というのが判明し、遊我は今までのことを思い出してルークから腕時計を拝借したところ既に漏電状態でいつでも電撃を放っていた。洗井のチートの際時計を装着し遊我・ロミン・ガクトがやろうとするもできなかった。洗井とのデュエル後ルークが付けると力が復活し、もしかしたら本当に悪魔では？（ガクトの発言）と第22話で匂わせるようになった。
セツリの庭
ゴーハ市の地下に存在するネイルの居城。浅草・浅草寺の仲見世通りを模しており、各所にドローンたちが経営する祭り屋台が並んでいるが、そこで出されている食品は何れも美味しいとは言えない味をしている。
ラッシュデュエルクラブ
第27話で誕生した。所属部員は遊我、ルーク、ガクト、ロミン。元々はルークが「ラッシュデュエルを広めるため」と「ルーク部」の名前で作ったが、後にガクトが正式な手続きを踏み「ラッシュデュエルを広める目的なら、分かりやすい名前の方がいいと思いまして」と現在の名前へと変わった（ルークは否定的だったが、ロミンは「学人グッジョブ」と賛同していた）。第28話からはネイルの命を受け、セバスチャンが顧問に就任した。
ゴーハ第6小学校
ゴーハ市の森林地帯にある小学校。本校舎、学生寮、旧校舎、その周辺にゴーハニウムで作られた旧型デュエルディスクが埋まっている洞窟までもある。重騎デュエルクラブが学校内にラッシュデュエルの禁止とカードの没収で弾圧された。遊我とアサナの2回目のラッシュデュエルで遊我が勝ったことでラッシュデュエルが解禁された。
ムツバ重機
アサナの曾祖父が創立した会社。主に移動式重機の開発とデュエルモンスターズを基にしたデュエルディスクの開発も携わった。しかし、年代を進んでいくことでムツバ重機がゴーハ社に買収されたためにパーツの交換ができなくなった。ゴーハ第6小学校から離れた炭鉱に「R零号」が保管されている保管庫が存在しており、何度も改良を施された状態で保存されていた。
ラッシュデュエルロボ
ゴーハデュエルおよびラッシュデュエルのデータを保存している、ゴーハ社のメインサーバーである巨大ロボット。体の胸部にラッシュデュエルと同様の赤い7の字がある。当初は炭坑の中にゴーハ社のメインサーバーを保管していたが、やがて老朽化により動かなくなってしまったため、ロボットの体内にサーバーを移行し、月面に保存されていた。その事情はゴーハ社のごく一部の人間にしか知られておらず、「ラッシュデュエルトーナメント」の時期までゴーハ市の住民たちには知られていなかったが、オーティスは事情を知った上でラッシュデュエルのデータをリアルタイムでアンインストールを実行し、ロボットの身体を削りきると同時にラッシュデュエルのデータを完全に削除した。しかし遊我はオーティスの行動を先読みしており、ネイルとカイゾーの力を借りて、アンインストールを実行したと同時にラッシュデュエルのデータを再インストールし直したことで、より強固なプログラムに強化された。
第53話からはゴーハ兄弟の手により各パーツに強制ギブスを付けられたことで、月面上で強制的に体操を踊り続けさせられている。これが原因で各パーツには強烈な負荷がかかっており、いつ再び壊れてもおかしくない状況に追い込まれている。遊我とルークがユウロ、ユウジーンに勝利したことで一部のギブスは解除されたが、第58話ではとうとうマキシマムのプログラムを司る右腕が取れてしまった。しかし直後にラッシュデュエルロボ自身の手で右腕を繋ぎ直し、難を逃れた。
第67話では遊我がザ☆ルークメンに勝利したこととユウオウが敗北を認めたことで、強制ギブスは全て解除された。
第90話では遊我たちが月に行った際に月面で待ち構えていたオーティスへの対抗手段として使用。出発前にユウロから託されたラッシュデュエルロボの強制ギブスを装着し、遊我、ルーク、ガクト、ロミン、ロア、アサナ、ネイルの7人でロボットの各パーツを動かせるようになった。第1期ではOPで遊我が描いたロボットを描く他、実在のロボットを動かすシーンが流れている。
SEVENS
第60話にゴーハ図書館でグルグルが見つけた書物。遊我が持つ「セブンスロード・マジシャン」の召喚向上と同じ文章が書かれている。しかし、途中の中間ページから破り取られて読むことができない。第88話にユウジーンは間黒七海に世界各地にある同じ書物を全て集めるのを頼み込んで、それをスキャンして破り取られたページをユウオウの解析により成功した。
ロア様ファンクラブ
通称「RSFC」。第63話で存在が判明したファンクラブ。ミミはその会員の一人でロアと間近で会った時は、会員規約第61条3項の「会員はロア様が幸運にも近くにおられる時、必ずや節度ある距離を保つこと」により近付くのを拒んだ。ミミによると「節度ある距離とはロア様の身長に等しいと解釈されている」という 、そしてミミはロアと距離を置く行為を「名付けて“ロア様ディスタンス”」と名付けていた。
デュエルカード試作機
第72話で登場。ゴーハ社の地下に隠されていた所を後藤ハントに発見された。キーボードで情報を入力すれば、あらゆる自作のカードを精製できる機械。ハントはこれを金儲けの手段として利用しようとしたが新聞部のバクローに阻止され、機械もその後に起きた落盤で埋もれてしまい、使用不能となったはずが、第78話で裏七星家たちに復元した。
過去に暴走したゴーハ・ユウガは「死者蘇生」を3枚作り出し、ユウオウも対抗策としてそのカードを1枚作り出した。第82話で遊我の仲間たちの記憶を取り戻すために「死者蘇生」を作り出すはずが、裏七星家たちに跡形もなく破壊された。

### デュエル関連
ゴーハデュエル
ラッシュデュエル導入以前でメインに行われた。デュエルディスクのスロットは5つとなっている。
ラッシュデュエル
詳しいルール詳細は遊☆戯☆王ラッシュデュエルを参照。
今作の第1話で、ゴーハのシステムにインストールという形で導入した新しいデュエル。デュエルディスクのスロットが5つから3つに変化し赤い7の字となってデュエルを行う。各プレイヤーはデッキから4枚ずつ取り出し、アニメでの初期のライフポイントは4000からスタートする。第24話で遊我が「ラッシュデュエルが広まったときに、そこに新たなルールが加わればさらにおもしろいだろう」という理由で意図的にプログラムに空白の部分を残しておいたことが判明した。
マキシマム召喚
第23話でネイルの手によって誕生した新たな召喚法。遊我が意図的に残したプログラムの空白部分にネイルが新たなデータを書き加えたもの。オーティスからマキシマム攻略のヒントを貰おうと戦い勝利したルーク・ガクト・ロミンは「そのヒントはすでにお前たちの中にある」との回答から3人は自分たちの中にある物を遊我の感謝の念から「3人分の覚悟」と閃き、第25話で3人はIDカードを遊我に託し、遊我とネイルとのデュエル中リアルタイムラッシュデュエルプログラミングでマキシマムカードに書き換えマキシマム召喚を可能にした。デュエル後IDカードは返却および元の普通のIDカードに戻った。
第38話でネイルは遊我と最初のラッシュデュエルをやる前にゴーハ社のミミを除くトップオブヘキサゴンの全員とラッシュデュエルに勝って、彼女以外のIDカードをマキシマムカードに変換された。他にも旧型デュエルディスクのIDカードをアサナたちが見つけ出しマキシマムカードに変換されたことで明らかになった。遊我とアサナの2回目のラッシュデュエルで互いの持つマキシマムカードは、元は旧型デュエルディスクのIDカードがかなり古くなっていた影響とエネルギー負荷により消滅された。
後の第41話でゴーハ社からマキシマムカードを普及し始めるようになり、遊我、ネイル、アサナ以外の一般人が手にしたと明らかになった。
連続アドバンス召喚
1ターン中に連続でアドバンス召喚する行為で、第27話でこの用語が初使用された。この用語の登場自体は漫画『遊☆戯☆王SEVENS ルーク!爆裂覇道伝!!』の方が先である（初使用・第3話）。
フュージョン召喚
魔法カード「フュージョン」により、フィールド上のモンスターを素材にエクストラデッキからフュージョンモンスターを召喚できる。既存の「融合召喚」と違い、手札のモンスターを素材にすることはできない。
第58話にて、ユウオウが使用した新たな召喚法。ユウオウがスペースデブリからカードを発見し、他の兄弟には隠していたので長男であるユウロもこの召喚法を知らなかった。
第62話では手に入れた経緯は不明だが、ザ☆ルークメン（ルーク）が使用した。
第65話では宇宙に来たこともないザ☆ルークメンが使用したことから、地球人のネイルが開発したとユウオウが疑い問いただすも、ネイルはそれを否定し、地上と宇宙にそれぞれ姿を見せているオーティスが作ったのではないか、という見解をしている。
第66話では電子生命体であった「ザ☆ルークメン」により、幼少期のネイルがハッキングして破壊した人工衛星内の記憶媒体のカードを改竄し、誕生したものであるということがユウランから語られた。
第67話にて大量のゴーハ流星群と共に地上に落ちてきたことから入手が容易になり、第69話以降はフラッシュ海深子など、他の者たちも拾った「フュージョン」のカードを使用している。

## スタッフ
- 原作 - 『遊☆戯☆王』（集英社 ジャンプコミックス刊）
- 監督 - 近藤信宏
- シリーズ構成 - 竹内利光
- デュエル構成 - 彦久保雅博
- キャラクターデザイン - 只野和子、松下浩美
- モンスターデザイン - きむらひでふみ
- プロップデザイン - やまだたかひろ
- 美術監督 - 高大浩
- 色彩設計 - 舟田圭一
- 撮影監督 - 大泉鉱、岩崎敦
- CGプロデュース - 永田太
- CGディレクション - 上條嘉之
- 編集 - 西村英一
- 音響監督 - 山本浩司
- 音楽 - 川﨑龍
- 音楽協力 - デルファイサウンド、テレビ東京ミュージック（6話-）
- 音楽制作協力 - MASTERHOOD
- プロデューサー - 相川貴彦、髙徳明弘、数野高輔
- アニメーションプロデューサー - 牧野公翔
- アニメーション統括 - 中山浩太郎
- アニメーション制作 - ブリッジ
- 製作 - 遊☆戯☆王SEVENS製作委員会、テレビ東京

## 主題歌

### オープニングテーマ
「ナナナナナナナ」（第1話 - 第25話、第27話 - 第51話）
佐伯ユウスケの歌・作詞・作曲・編曲による1stオープニングテーマ。第26話、第52話、第92話では挿入歌として使用。
「ハレヴタイ」（第53話 - 第90話）
The Brow Beatによる2ndオープニングテーマ。作詞はRyujiとHAKUEI、作曲はHAKUEI、編曲はtatsuo。第91話、第92話ではオープニングなし。第92話では挿入歌として使用。

### エンディングテーマ
「ゴーハ第7小学校校歌」（第1話 - 第12話、第14話 - 第52話）
王道遊我（石橋陽彩）とルーク（八代拓）とガクト（花江夏樹）が歌うエンディングテーマ。第3クールからは霧島ロミン（楠木ともり）が歌唱参加し、一部の話数では各キャラクターのソロバージョンが使用された。作詞・作曲・編曲は佐伯ユウスケ。ガクト役の花江夏樹やロミン役の楠木ともりは役柄に合わせて音痴に歌っている。
「ミニスケープ」（第13話）
霧島ロア（古田一紀）による第13話挿入歌および特別エンディングテーマ。第18話でも挿入歌として使用。作詞はeNu、作曲・編曲は馬渕直純。
「Never Looking Back」（第53話 - 第86話、第88話 - 第92話）
シズクノメによる2ndエンディングテーマ。作詞・作曲はミチヒロモトキ、編曲は渡辺拓也。
第54話から66話までは小島よしおによるミニコーナー「小島よしおのラッシュデュエル 楽ピーヤ!!」のBGMとして使用されていた。
「Are You ReD?」（第87話）
霧島ロミン（楠木ともり）による第87話特別エンディングテーマ。作詞は楠木ともり、作曲・編曲は馬渕直純。

## 各話リスト
| 話数   | サブタイトル                    | 脚本         | コンテ            | 演出              | 作画監督                                                                          | 総作画監督                          | 初放送日      |
| ------ | ------------------------------- | ------------ | ----------------- | ----------------- | --------------------------------------------------------------------------------- | ----------------------------------- | ------------- |
| 第1話  | いくぞ!ラッシュデュエル!        | 竹内利光     | 近藤信宏          | 橋本直人          | 只野和子 松下浩美 福島勇 柳瀬譲二                                                 | 只野和子 松下浩美                   | 2020年 4月4日 |
| 第2話  | 悪魔を飼う男                    | 竹内利光     | 河本昇悟          | 佐々木純人        | 内藤嘉人 柳瀬譲二 CHEN LIANG SHEN XI Seo seung hye                                | 中山初絵                            | 4月11日       |
| 第3話  | ロミンの秘密                    | 久尾歩       | 近藤信宏          | いまざきいつき    | Kim Myeongsim 馬場竜一 そらもとかん 長尾浩生 野沢弘樹 山本雄貴                    | 角谷知美                            | 4月18日       |
| 第4話  | さよなら、生徒会長!             | 横谷昌宏     | 河本昇悟          | 河東秀一          | 岡部実 はっとりますみ 柳瀬譲二 久木勇樹 ビート 渡辺健一                           | 松下浩美 只野和子                   | 4月25日       |
| 第5話  | ルーク、男の闘い                | 山口宏       | ボブ白旗          | 三家本泰美        | 古徳真美 佐藤瑞基 長谷川一生                                                      | 福島勇                              | 5月2日        |
| 第6話  | 御麺!ラーメンデュエル!          | うえのきみこ | 山本裕介          | 高山智也          | 藤崎真吾 中谷友紀子 五十内裕輔                                                    | 藤崎真吾                            | 6月13日       |
| 第7話  | 転校生は小学生?                 | 野村祐一     | 永居慎平          | 西村大樹          | 山﨑輝彦 菅原美智代 上野沙弥佳 Jumondou Seoul                                     | 中山初絵                            | 6月20日       |
| 第8話  | 世紀末とナポリタン              | 久尾歩       | まつもとよしひさ  | 森田侑希 加藤峻一 | 柳瀬譲二 はっとりますみ 糸島雅彦 渡辺健一 石川恵理                                | 角谷知美                            | 6月27日       |
| 第9話  | 素敵なジュラシック              | 野村祐一     | 河本昇悟          | いまざきいつき    | Kim Myeongsim 長尾浩生 三関宏幸 飯飼一幸 野沢弘樹                                 | 福島勇                              | 7月4日        |
| 総集編 | 遊我とルークのモンスター研究所! | -            | -                 | -                 | -                                                                                 | -                                   | 7月11日       |
| 第10話 | 恐怖の怪談デュエル              | 横谷昌宏     | 古田丈司          | 鈴木勇士          | 只野和子 松下浩美 袴田裕二 内藤嘉人                                               | 只野和子 松下浩美                   | 8月8日        |
| 第11話 | ガマンが限界!                   | うえのきみこ | 山田浩之          | 高山智也          | 藤崎真吾 中谷友紀子                                                               | 藤崎真吾                            | 8月15日       |
| 第12話 | 禁じられたエース                | 竹内利光     | 河本昇悟          | 橋本直人          | 岡部実 中山初絵 吉田肇 九木勇樹 渡辺健一 南伸一郎                                 | 角谷知美 中山初絵                   | 8月22日       |
| 第13話 | もう一人の王                    | 竹内利光     | 近藤信宏          | 秋山宏            | 森本由布希                                                                        | 森本由布希                          | 8月29日       |
| 第14話 | ロミン’sキッチン                | 山口宏       | いまざきいつき    | いまざきいつき    | 長尾浩生                                                                          | 福島勇                              | 9月5日        |
| 第15話 | 出航!ゴーハ水産小               | 久尾歩       | 三家本泰美        | 三家本泰美        | 佐藤瑞基 長谷川一生                                                               | 中山初絵                            | 9月12日       |
| 第16話 | デュエルを洗う男                | 野村祐一     | 藤原良二          | 福元しんいち      | 金子匤邦 野口啓生 菅原浩喜 相原理沙 漢人寛子                                      | 角谷知美                            | 9月19日       |
| 第17話 | セツリの庭のネコ                | 山口宏       | 河本昇悟          | 鈴木勇士          | 只野和子 松下浩美                                                                 | 只野和子 松下浩美 渡辺健一 石川恵理 | 9月26日       |
| 第18話 | ごめんねゲッタチャンス          | 竹内利光     | 近藤信宏          | 高山智也          | 藤崎真吾 下谷美保                                                                 | 藤崎真吾                            | 10月3日       |
| 第19話 | 玉座たるもの                    | 野村祐一     | 山田浩之          | 末田宜史          | 菱沼祐樹 パイオニアプロダクション 小幡公春 studioぱれっと 吉川佳織                | 中山初絵                            | 10月10日      |
| 第20話 | オトナはつらいよ                | 久尾歩       | 藤原良二          | 橋本直人          | 袴田裕二 糸島雅彦 柳瀬譲二 内藤嘉二                                               | 福島勇                              | 10月17日      |
| 第21話 | 麺との遭遇                      | 山口宏       | 石平信司          | 中村憲由          | 飯飼一幸 鎌田耕一 重松慎一 山村俊了                                               | 角谷知美                            | 10月24日      |
| 第22話 | 封じられた悪魔                  | 久尾歩       | まつもとよしひさ  | 橋本直人          | 岡部実 細田萌香 渡辺健一 石川恵理                                                 | 中山初絵                            | 10月31日      |
| 第23話 | セツリの先にあるもの            | 野村祐一     | 河本昇悟          | 三好正人          | 只野和子 松下浩美                                                                 | 只野和子 松下浩美                   | 11月7日       |
| 第24話 | 覚悟                            | 山口宏       | 永居慎平          | 三家本泰美        | 佐藤瑞基 長谷川一生                                                               | 福島勇                              | 11月14日      |
| 第25話 | 夢と勇気と友情                  | 竹内利光     | 近藤信宏          | 高山智也          | 藤崎真吾 皆川祐輝                                                                 | 藤崎真吾                            | 11月21日      |
| 第26話 | マキシマムデュエル!             | 竹内利光     | 近藤信宏          | 髙田昌宏          | 内藤嘉人 小林一三 袴田裕二 兒玉ひかる                                             | 中山初絵                            | 11月28日      |
| 第27話 | ルーク部誕生!                   | 松井亜弥     | 橋本直人          | 橋本直人          | 森本由布希                                                                        | 森本由布希                          | 12月5日       |
| 第28話 | 合宿!お寿司デュエル             | うえのきみこ | いまざきいつき    | 有本二朗          | 長尾浩生 Go Sungwoon Kim sookyoung Kim Kiyeop                                     | 角谷知美                            | 12月12日      |
| 第29話 | ギャリアン大地を掘る            | 野村祐一     | 山田浩之          | 稲葉友紀          | 吉川佳織 菱沼祐樹 楠田悟                                                          | 福島勇                              | 12月19日      |
| 第30話 | 闘いの虎吸                      | 竹内利光     | 渡部穏寛          | 福元しんいち      | 金子匤邦 野口啓生 菅原浩喜 漢人寛子                                               | 中山初絵                            | 12月26日      |
| 第31話 | 叛逆するは我にアリ              | 山口宏       | 髙田昌宏          | 菱川直樹          | 只野和子 松下浩美 石川恵理 柳瀬譲二 内藤嘉人                                      | 只野和子 松下浩美 森本由布希        | 2021年 1月9日 |
| 第32話 | 重騎愛づる姫君                  | 松井亜弥     | 近藤信宏          | 高山智也          | 藤崎真吾 皆川祐輝                                                                 | 藤崎真吾                            | 1月16日       |
| 第33話 | ゴーハ第6小学校                 | 樋口達人     | 山田浩之          | 三家本泰美        | 佐藤瑞基 長谷川一生                                                               | 中山初絵                            | 1月23日       |
| 第34話 | 指圧底国の逆襲                  | うえのきみこ | 藤原良二          | 小野田雄亮        | 星光 大西陽一 南伸一郎 Revival                                                    | 福島勇                              | 1月30日       |
| 第35話 | 響け!ゴーハニウム               | 山口宏       | 渡部穏寛          | 末田宜史          | 岡部実 小林一三 袴田裕二 細田萌香 石川恵理 内藤嘉人                               | 角谷知美                            | 2月6日        |
| 第36話 | 開眼♡らんぜアイズ               | 野村祐一     | 河本昇悟          | 今中菜々          | 森本由布希                                                                        | 森本由布希                          | 2月13日       |
| 第37話 | クルックルーク                  | 松井亜弥     | 中村憲由          | 中村憲由          | 飯飼一幸 鎌田耕一 中野彰子 南伸一郎 山村俊了                                      | 中山初絵                            | 2月20日       |
| 第38話 | マキシマムを掘り起こせ!         | 竹内利光     | 近藤信宏          | 橋本直人          | 佐藤瑞基 兒玉ひかる 石川恵理                                                      | 福島勇                              | 2月27日       |
| 第39話 | 取り戻せ!ムツバの誇り!          | 竹内利光     | 河本昇悟          | 高山智也          | 藤崎真吾                                                                          | 藤崎真吾                            | 3月6日        |
| 第40話 | ギブ・ミー・ジャム♪             | 樋口達人     | 渡部穏寛          | 渡辺正彦          | 森田実 上西麻耶 暁・火鳥動画制作集団 王敏 周健 姜智慧 趙小川 劉冬冬 徐小山 李偉峰 | 角谷知美                            | 3月13日       |
| 第41話 | 蒼月流ヤメルーラ                | うえのきみこ | 山田浩之          | 福元しんいち      | 金子匤邦 野口啓生 相原理沙 菅原浩喜 漢人寛子                                      | 中山初絵                            | 3月20日       |
| 第42話 | 宇宙作戦デュエル隊              | 山口宏       | 藤原良二          | 三家本泰美        | 佐藤瑞基 長谷川一生                                                               | 福島勇                              | 4月4日        |
| 第43話 | 開幕!チームバトルロイヤル       | 野村祐一     | 菱川直樹          | 菱川直樹          | 只野和子 松下浩美 石川恵理 森本由布希 細田萌香                                    | 只野和子 松下浩美 森本由布希        | 4月11日       |
| 第44話 | 不協和音                        | 松井亜弥     | 近藤信宏          | 渡辺純央          | 吉田肇 大西陽一 南伸一郎 はっとりますみ 渡辺純央                                  | 中山初絵                            | 4月18日       |
| 第45話 | 成金ハンター                    | 樋口達人     | 近藤信宏 河本昇悟 | Kazusa            | 岡部実 袴田裕二 石川恵理 内藤嘉人                                                 | -                                   | 4月25日       |
| 第46話 | バック・トゥ・ザ・過去          | 山口宏       | 影山楙倫          | 山田直            | 劉雲留 周志傑                                                                     | 福島功                              | 5月2日        |
| 第47話 | 逆襲のシャイン                  | 野村祐一     | 山田浩之          | 渡辺正彦          | 清水勝祐 山村俊之 暁・火鳥動画制作集団                                            | 中山初絵                            | 5月9日        |
| 第48話 | 奥義激突!                       | 松井亜弥     | 橋本直人          | 橋本直人          | 森本由布希                                                                        | 森本由布希                          | 5月16日       |
| 第49話 | ロアロミン                      | 山口宏       | 山田浩之          | 中村憲由          | 飯飼一幸 鎌田耕一 中野彰子 山村俊了 リバイバル                                    | 中村初絵 福島勇                     | 5月23日       |
| 第50話 | ガクティング                    | うえのきみこ | 飯島正勝          | 三家本泰美        | 佐藤瑞基 長谷川一生                                                               | 角谷知美                            | 5月30日       |
| 第51話 | ロードvsドーロ                  | 竹内利光     | 近藤信宏 河本昇悟 | 高山智也          | 藤崎真吾                                                                          | 藤崎真吾                            | 6月6日        |
| 第52話 | 最後のラッシュデュエル          | 竹内利光     | 河本昇悟          | 菱川直樹          | 後藤孝宏 櫻井拓郎 嘉村裕之                                                        | 中山初絵                            | 6月13日       |
| 第53話 | いくぞ!ラッシュグリュリュ!      | 野村祐一     | 加藤峻一          | 加藤峻一          | 只野和子 松下浩美 細田萌香 袴田裕二 糸島雅彦                                      | 只野和子 松下浩美                   | 6月20日       |
| 第54話 | ライディング・ラッシュデュエル! | 竹内利光     | 近藤信宏          | 福元しんいち      | 金子匤邦 野口啓生 相原理沙 菅原浩喜 漢人寛子                                      | 石川恵理                            | 6月27日       |
| 第55話 | ユウジーンと海                  | 松井亜弥     | 山田浩之          | 工藤寛顕          | 清水明日香 承山菜美 兒玉ひかる                                                    | 中山初絵                            | 7月4日        |
| 第56話 | かっとバシング!                 | うえのきみこ | 影山楙倫          | 又野弘道          | 小林一三 秋元はるか 清水勝祐                                                      | 福島勇                              | 7月11日       |
| 第57話 | 第四の刺客どすえ                | 樋口達人     | 渡辺正彦          | 渡辺正彦          | 吉田肇 大西陽一 南伸一郎 清水雄介 徳倉栄一 高橋高へい 渡辺純央                    | 森本由布希 中山初絵                 | 7月18日       |
| 第58話 | 交差する運命                    | 山口宏       | 近藤信宏          | 高山智也          | 藤崎真吾                                                                          | 藤崎真吾                            | 7月25日       |
| 第59話 | 注文ぼたん                      | 斎藤幸司     | 近藤信宏          | 秋山宏            | 森本由布希                                                                        | 森本由布希                          | 8月1日        |
| 第60話 | あたち・おぼえていますか        | 野村祐一     | 近藤信宏          | 山田直            | 趙清雲 周志傑                                                                     | 角谷知美                            | 8月8日        |
| 第61話 | 実況!パワフルラッシュデュエル   | うえのきみこ | 影山楙倫          | 三家本泰美        | 佐藤瑞基 長谷川一生                                                               | 中山初絵                            | 8月15日       |
| 第62話 | ザ☆ルークメン!ザ☆ルークメン!!   | 樋口達人     | 山田浩之          | 向山鶴美          | Kang Hyeon-guk Hwang Seong-won Lee Seong-jin Kim Jeong-suk                        | 福島勇 石川恵理                     | 8月22日       |
| 第63話 | 第6の男                         | 松井亜弥     | 山本隆太          | 山本隆太          | 小倉恭平 青木真理子 兒玉ひかる 清水明日香 舘崎大 スタジオマスケット               | 中山初絵                            | 8月29日       |
| 第64話 | 歯車の一族                      | 山口宏       | 近藤信宏          | 福元しんいち      | 金子匤邦 野口啓生 菅原浩喜 漢人寛子                                               | 角谷知美                            | 9月5日        |
| 第65話 | 孤高のセツリ                    | いよく直人   | 影山楙倫          | 高山智也          | 藤崎真吾                                                                          | 藤崎真吾                            | 9月12日       |
| 第66話 | 決戦!魔神帝国                   | 竹内利光     | 近藤信宏          | 三好正人          | 中野彰子 兒玉ひかる 石川恵理 細田萌香                                             | 中山初絵                            | 9月19日       |
| 第67話 | 宇宙戦士ザ☆ルークメン           | 竹内利光     | 橋本直人          | 橋本直人          | 只野和子 松下浩美 石川恵理 岡部実 内藤嘉人 袴田裕二                               | 只野和子 松下浩美 中山初絵          | 9月26日       |
| 第68話 | ユウオウのユウウツ              | 斎藤幸司     | 近藤信宏          | 秋山宏            | 森本由布希                                                                        | 森本由布希                          | 10月3日       |
| 第69話 | フィールド・オブ・ギョリームス  | 野村祐一     | 山田浩之          | 三家本泰美        | 佐藤瑞基 長谷川一生                                                               | 中村初絵 石川恵理                   | 10月10日      |
| 第70話 | その者、裏七星                  | 樋口達人     | 藤原良二          | 浅見松雄          | 小林一三 栗井重紀 永田有香 稲葉栄                                                 | 福島勇 中山初絵 石川恵理            | 10月17日      |
| 第71話 | 混ぜるなキケン                  | 松井亜弥     | 影山楙倫          | 高山智也          | 藤崎真吾                                                                          | 藤崎真吾                            | 10月24日      |
| 第72話 | 夢の地下ルーク工場              | 山口宏       | 佐々木真哉        | 佐々木真哉        | 朴馬江 李熙周 服部憲知 酒井kei 向井祐治 金弼康                                    | 中山初絵                            | 10月31日      |
| 第73話 | オトナの接待ラッシュデュエル    | いよく直人   | 近藤信宏          | 山田直            | 趙清雲 周志傑                                                                     | 角谷知美 石川恵理                   | 11月7日       |
| 第74話 | デュエルゾンビ                  | 山口宏       | 藤原良二          | 福元しんいち      | 金子匤邦 野口啓生 菅原浩喜 漢人寛子                                               | 森本由布希                          | 11月14日      |
| 第75話 | 遊我の謎                        | 松井亜弥     | 山本隆太          | 山本隆太          | 兒玉ひかる 岡野幸男 承山菜美                                                      | 中山初絵                            | 11月21日      |
| 第76話 | 慈悲なき虎                      | 野村祐一     | 橋本直人          | 橋本直人          | 細田萌香 中野彰子 袴田裕二 石川恵理                                               | 福島勇 石川恵理                     | 11月28日      |
| 第77話 | 蘇るグルグル                    | 樋口達人     | 菱川直樹          | 菱川直樹          | 只野和子 松下浩美 石川恵理 岡部実 内藤嘉人 兒玉ひかる 細田萌香 渡辺純央           | 角谷知美                            | 12月5日       |
| 第78話 | ゴーハ・ユウガ                  | 竹内利光     | 河本昇悟          | 三家本泰美        | 佐藤瑞基 長谷川一生                                                               | 中村初絵                            | 12月12日      |
| 第79話 | ラッシュデュエル封印            | 竹内利光     | 近藤信宏          | 高山智也          | 藤崎真吾                                                                          | 藤崎真吾                            | 12月19日      |
| 第80話 | ゴーハ6兄弟                     | 斎藤幸司     | 近藤信宏          | 三好正人          | 袴田裕二 細田萌香 中野彰子 石川恵理                                               | 中村初絵                            | 12月26日      |
| 第81話 | かけがえのない日々              | いよく直人   | もりたけし        | 福元しんいち      | 金子匤邦 野口啓生 菅原浩喜 漢人寛子                                               | 福島勇                              | 2022年 1月9日 |
| 第82話 | ドーロ・オブ・ザ・ラッシュ      | 野村祐一     | 山田浩之          | 水野健太郎        | 朴馬江 李熙周 Lee Hyeonjeong 向山祐治 韓承熙 酒井kei 服部憲知                     | 中山初絵                            | 1月16日       |
| 第83話 | 旅の仲間たち                    | 野村祐一     | 藤原良二          | Kazusa            | 森本由布希 内藤嘉人 細田萌香 児玉ひかる 石川恵理                                  | 森本由布希                          | 1月23日       |
| 第84話 | 二つの想い                      | 樋口達人     | 影山楙倫          | 栗井重紀          | はっとりますみ Lee Jong Man 陳小蘭                                                | 中山初絵                            | 1月30日       |
| 第85話 | 王の帰還                        | 樋口達人     | 河本昇悟          | 山田直            | 趙清雲 周志傑                                                                     | 角谷知美 石川恵理                   | 2月6日        |
| 第86話 | 霧島、バンドやめるってよ        | 松井亜弥     | 山本隆太          | 山本隆太          | 岡野幸男 兒玉ひかる 承山菜美                                                      | 中山初絵                            | 2月13日       |
| 第87話 | 霧島メロン                      | 松井亜弥     | 近藤信宏          | 高山智也          | 藤崎真吾                                                                          | 藤崎真吾                            | 2月20日       |
| 第88話 | KGCの真実                       | 山口宏       | 藤原良二          | 福元しんいち      | 金子匤邦 野口啓生 菅原浩喜 漢人寛子                                               | 中山初絵                            | 2月27日       |
| 第89話 | タイガー&ドラゴン               | 山口宏       | 菱川直樹          | 菱川直樹          | 中野彰子 岡部実                                                                   | 中山初絵                            | 3月6日        |
| 第90話 | 宇宙へ!                         | 竹内利光     | 河本昇悟          | 三家本泰美        | 佐藤瑞基 長谷川一生                                                               | 福島勇                              | 3月13日       |
| 第91話 | 激闘!ラッシュロボデュエル!      | 竹内利光     | 近藤信宏          | 水野健太郎        | 内藤嘉人 石川恵理 細田萌香 佐藤結花 袴田裕二 高瀬言                               | 中山初絵 石川恵理                   | 3月19日       |
| 第92話 | デュエルの王                    | 竹内利光     | 橋本直人          | 橋本直人          | 只野和子 松下浩美 森本由布希                                                      | 只野和子 松下浩美 森本由布希        | 3月27日       |

## ネット局
| 放送期間                                                  | 放送時間                                        | 放送局              | 対象地域・備考                                             |
| --------------------------------------------------------- | ----------------------------------------------- | ------------------- | ---------------------------------------------------------- |
| 2020年4月4日 - 2021年3月20日 2021年4月4日 - 2022年3月27日 | 土曜 7:30 - 8:00 日曜 7:30 - 8:00               | テレビ東京系列全6局 | 北海道・関東広域圏・愛知県・大阪府・岡山県・香川県・福岡県 |
| 2020年4月10日 - 2022年4月1日                              | 金曜 17:28 - 17:58                              | BSテレ東            | BS/BS4K放送                                                |
| 2020年6月5日 - 2022年5月6日                               | 金曜 7:30 - 7:59                                | 奈良テレビ          | 奈良県                                                     |
| 2021年4月5日 - 9月27日 2021年10月3日 - 2023年1月15日      | 月曜 1:30 - 2:00（日曜深夜） 日曜 10:00 - 10:30 | びわ湖放送          | 滋賀県                                                     |

| 配信開始日      | 配信時間                   | 配信サイト |
| --------------- | -------------------------- | --- |
| 2020年4月7日    | 火曜 0:00（月曜深夜） 更新 | U-NEXT アニメ放題                                                                                             |
| 2020年4月8日    | 水曜 12:00 更新            | あにてれ （2021年6月まで） dアニメストア dTV GYAO! GYAO!ストア Rakuten TV ビデオマーケット ニコニコチャンネル |
|                 | 水曜 21:30 - 22:00         | ニコニコ生放送                                                                                                |
| 2020年4月15日 - | 水曜 12:00 更新            | バンダイチャンネル J:COMオンデマンド ビデオパス ひかりTV                                                      |

## BD / DVD
| 巻 | 発売日         | 収録話          | 規格品番   | 規格品番   |
| 巻 | 発売日         | 収録話          | BD         | DVD        |
| -- | -------------- | --------------- | ---------- | ---------- |
| 1  | 2020年10月28日 | 第1話 - 第13話  | MJHX-02001 | MJHD-05001 |
| 3  | 2021年1月27日  | 第14話 - 第26話 | MJHX-02002 | MJHD-05002 |
| 3  | 2021年5月26日  | 第27話 - 第39話 | MJHX-02003 | MJHD-05003 |
| 4  | 2021年8月25日  | 第40話 - 第52話 | MJHX-02004 | MJHD-05004 |
| 5  | 2021年11月24日 | 第53話 - 第67話 | MJHX-02005 | MJHD-05005 |